# Championnats de France de pétanque
Les championnats de France de pétanque sont organisés tous les ans par la Fédération française de pétanque et de jeu provençal.

## Palmarès[1]

### Palmarès seniors masculins

#### Triplette[2]
| Édition | Année | Lieu                               | Vainqueur                                                    | Comité ou Ligue                 | Finaliste                                                           | Comité ou Ligue                 |
| ------- | ----- | ---------------------------------- | ------------------------------------------------------------ | ------------------------------- | ------------------------------------------------------------------- | ------------------------------- |
| 1er     | 1946  | Montpellier (Hérault)              | François Bezza, Jean Biancotto et Noël Merlo                 | Bouches-du-Rhône                | Maurice Castanet, Georges Larguier et Jean Pontier                  | Gard                            |
| 2e      | 1947  | Avignon (Vaucluse)                 | Clément Cutajar, Pierre Fillol et Armand Vaccaro             | Bouches-du-Rhône                | Pierre Ayme, Joseph Murzilli et Lucien Zuccolo                      | Bouches-du-Rhône                |
| 3e      | 1948  | Alès (Gard)                        | Francis Benvenutti, Jean Biancotto et Triestino Magnani      | Bouches-du-Rhône                | Joseph Arama, François Bezza et François Cerezuela                  | Bouches-du-Rhône                |
| 4e      | 1949  | Valence (Drôme)                    | Baptiste Gugliemi, Auguste Lucciardi et Étienne Raynaud      | Var                             | François Bezza, François Cerezuela et Triestino Magnani             | Bouches-du-Rhône                |
| 5e      | 1950  | Manosque (Alpes-de-Haute-Provence) | Louis Capone, Léon Gaillard et Emile Tassone                 | Bouches-du-Rhône                | Marcel Gardon, Henri Pez, Charles Fieu                              | Drôme                           |
| 6e      | 1951  | Toulon (Var)                       | Alphonse Baldi, Joseph Garzino et Eugène Hideux              | Var                             | Charles Bartolini, Alexis Courroy et Roger Jegouzo                  | Var                             |
| 7e      | 1952  | Nîmes (Gard)                       | Marcel Daumas, Honoré Marquis et Jean Tichit                 | Vaucluse                        | Alphonse Baldi, Joseph Garzino et Eugène Hideux                     | Var                             |
| 8e      | 1953  | Perpignan (Pyrénées-Orientales)    | Pierre Gilloux, Gustave Poulet et Gaétan Ruocco              | Bouches-du-Rhône                | Ange Arcalao, Dino Nettri et Jean Tricon                            | Alpes-Maritimes                 |
| 9e      | 1954  | Narbonne (Aude)                    | Michel Raoul, Paul Rigaud et Louis Villevieille              | Bouches-du-Rhône                | Francis Benvenuti, Aimé Guadagnini et Antonin Sapienza              | Bouches-du-Rhône                |
| 10e     | 1955  | Cannes (Alpes-Maritimes)           | Michel Raoul, Paul Rigaud et Louis Villevieille              | Bouches-du-Rhône                | Jean Dalmasso, Étienne Dalmasso et Marius Paul                      | Alpes-Maritimes                 |
| 11e     | 1956  | Montpellier (Hérault)              | Artin Aidinian, Olivier Manoukian et Joseph Saura            | Bouches-du-Rhône                | André Louis, Louis Perron et Léon Sylve                             | Bouches-du-Rhône                |
| 12e     | 1957  | Toulouse (Haute-Garonne)           | Marcel Amiel, François Bezza et Joseph Magnani               | Bouches-du-Rhône                | Dante Biasotto, Marcel Caleca et Jean Tricon                        | Var                             |
| 13e     | 1958  | Valence (Drôme)                    | Joseph Arama, Raymond Galland et Félix Olivier               | Île-de-France                   | Artin Aidinian, Pierre Chaldjian et Olivier Manoukian               | Bouches-du-Rhône                |
| 14e     | 1959  | Tarbes (Hautes-Pyrénées)           | Artin Aidinian, Georges Audry et Aimé Berard                 | Bouches-du-Rhône                | François De Souza, Fernand Maraval et Marcel Marcou                 | Hérault                         |
| 15e     | 1960  | Clermont-Ferrand (Puy-de-Dôme)     | Jean Battesti, Vincent Bellantinio et Albert Pisapia         | Bouches-du-Rhône                | Roger Archambault, Pierre Azuara et Jean Ramel                      | Hérault                         |
| 16e     | 1961  | Béziers (Hérault)                  | Pierre Bernardi, Serge Borsi et Ernes Calfre                 | Var                             | Antoine Agricol, Pierre Barthelemy et Honoré Marquis                | Vaucluse                        |
| 17e     | 1962  | Bordeaux (Gironde)                 | Marius Haladjian, Jean Mayer et Albert Point                 | Vaucluse                        | Armand Battini, Aimé Olivi et Vincent Sergentini                    | Var                             |
| 18e     | 1963  | Lyon (Rhône)                       | Jules Blanc, Noël Fraire et Marius Palaggi                   | Var                             | Pierre Brocca, Hector De Fabritis et Maurice Rohner                 | Bouches-du-Rhône                |
| 19e     | 1964  | Épinal (Vosges)                    | Maurice Gavino, Adolphe Maccagno et Alphonse Pelli           | Alpes-Maritimes                 | Antoine Munoz, Innocent Natoli et Paul Scialo                       | Hérault                         |
| 20e     | 1965  | Perpignan (Pyrénées-Orientales)    | François Melis, Jean Paon et Marcel Sarnito                  | Île-de-France                   | Christophe Garcia, Bernard Giraud et Raymond Maurin                 | Bouches-du-Rhône                |
| 21e     | 1966  | Agen (Lot-et-Garonne)              | Claude Baills, Gérard Naudo et Jean Naudo                    | Languedoc Roussillon            | Jo Canavese, Jean Cantarel et Pierre Guilloux                       | Bouches-du-Rhône                |
| 22e     | 1967  | Paris (Paris)                      | Claude Baills, Gérard Naudo et Jean Naudo                    | Languedoc Roussillon            | Barbino Campillo, Armand Garcia et François Martinez                | Bouches-du-Rhône                |
| 23e     | 1968  | Toulouse (Haute-Garonne)           | Eric Bourdin, François Chasson et Alain Rey                  | Bouches-du-Rhône                | Jacques Benedetti, Pierre Bernardi et Adrien Caillaini              | Var                             |
| 24e     | 1969  | Roubaix (Nord)                     | Raoul Bonfort, René Macari et Denis Salvador                 | Gard                            | Claude Briffaud, Joseph Dubertaud et Robert Mignano                 | Gironde                         |
| 25e     | 1970  | Vichy (Allier)                     | Robert Lebeau, Tiburce Mattei et Jean Paon                   | Paris                           | Robert Benhadji, Marius Marletto et Jean Vanni                      | Bouches-du-Rhône                |
| 26e     | 1971  | Avignon (Vaucluse)                 | Robert Lebeau, Tiburce Mattei et Jean Paon                   | Paris                           | Robert Méléro, Iréné Merentier et Etienne Musso                     | Bouches-du-Rhône                |
| 27e     | 1972  | Bordeaux (Gironde)                 | Jean-Claude Catusse, Christian Lafon et René Sénezergues     | Aveyron                         | Michel Frutuoso, Rocco Recchia et Marcel Roger                      | Val-de-Marne                    |
| 28e     | 1973  | Angers (Maine-et-Loire)            | José Garcia, Jean Kokoyan et Jean-Joseph Santiago            | Bouches-du-Rhône                | Daniel Bellard, Max-Eugène Vabre et Jean-Pierre Watiez              | Paris                           |
| 29e     | 1974  | Ajaccio (Corse-du-Sud)             | Marcel Caleca, Tony Caleca et Jean-Pierre Fritsch            | Var                             | Jean Cermolace, Vincent Cugurno et Raymond Franceschini             | Corse                           |
| 30e     | 1975  | Tours (Indre-et-Loire)             | Claude Calenzo, René Lucchesi et Serge Rouvière              | Bouches-du-Rhône                | Albert Guenoun, Pierre Martinez et Marcel Sarnito                   | Paris                           |
| 31e     | 1976  | Perpignan (Pyrénées-Orientales)    | Ange Arcalao, Raymond Frescura et Elie Tini                  | Alpes-Maritimes                 | Claude Baills, Jean Naudo et Gérard Naudo                           | Pyrénées-Orientales             |
| 32e     | 1977  | La Courneuve (Seine-Saint-Denis)   | Robert Lebeau, Tiburce Mattei et Jean Paon                   | Paris                           | François Berge, Raymond Combe et Vincent Focone                     | Drôme                           |
| 33e     | 1978  | Brive (Corrèze)                    | Claude Calenzo, René Lucchesi et Serge Rouvière              | Bouches-du-Rhône                | Maurice Giniès, Roger Marco et Roger Marigot                        | Hérault                         |
| 34e     | 1979  | Nancy (Meurthe-et-Moselle)         | Gérard Jaffuel, José Palazon et Robert Pancin                | Vaucluse                        | Raoul Bonfort, René Macari et Antoine Matalana                      | Gard                            |
| 35e     | 1980  | Poitiers (Vienne)                  | Gérard Jaffuel, José Palazon et Robert Pancin                | Vaucluse                        | Guy Jourdan, Jules Lorenzelli et Joël Manoukian                     | Hautes-Alpes                    |
| 36e     | 1981  | Le Mans (Sarthe)                   | Clovis Capello, Jean-Claude Delzers, Christian Lagarde       | Tarn-et-Garonne                 | Christian Bordin, Daniel Cuesta et Guy Sartor                       | Lot-et-Garonne                  |
| 37e     | 1982  | Alès (Gard)                        | François Claudie, Alain Cuziol et Henri Rouzaud              | Ariège                          | Jean-Paul Augier, Jean-Louis Cortes et Gaëtan Sorabella             | Alpes-Maritimes                 |
| 38e     | 1983  | Toulouse (Haute-Garonne)           | Clovis Capello, Jean-Claude Delzers, Christian Lagarde       | Tarn-et-Garonne                 | Jean-Pierre Mazaux, Guy Regouffre et Georges Wideman                | Gironde                         |
| 39e     | 1984  | Bastia (Haute-Corse)               | Christian Fazzino, Alain Rochelet et Daniel Voisin           | Allier                          | Michel Dejean, Jean-Michel Ferrand et Jean-Claude Lagarde           | Haute-Garonne                   |
| 40e     | 1985  | Le Bourget (Seine-Saint-Denis)     | Alain Bideau, Didier Choupay et Patrick Lopeze               | Seine-et-Marne                  | Michel Gausi, Daniel Monard et Max Soulages                         | Lozère                          |
| 41e     | 1986  | Angers (Maine-et-Loire)            | Ange Arcalao, Christian Arcalao et Aristide Zangarelli       | Alpes-Maritimes                 | Pascal Hoste, Patrick Lerol et Grégoire Seropian                    | Aisne                           |
| 42e     | 1987  | Lyon (Rhône)                       | Jean-Pierre Gimelli, Dominique Lebreton et Serge Perez       | Calvados                        | Michel d'Amato, Antoine Fazzino et Roger Simonini                   | Alpes-Maritimes                 |
| 43e     | 1988  | Tarbes (Hautes-Pyrénées)           | Jean-Marc Foyot, Serge Lapietra et René Lucchesi             | Vaucluse                        | Christian Costeseque, Olivier Costeseque et Alain Gruget            | Gironde                         |
| 44e     | 1989  | Mâcon (Saône-et-Loire)             | Jean-Claude Amblard, Christian Fazzino et Daniel Voisin      | Allier                          | Jean-Marc Biot, Michel Charrault et Laurent Petit                   | Loir-et-Cher                    |
| 45e     | 1990  | Brive (Corrèze)                    | Serge Daniel, Patrick Milcos et Gérard Tournay               | Seine-Saint-Denis               | José Bauer, Gérard Pariset et Georges Simoes                        | Haute-Garonne                   |
| 46e     | 1991  | Avignon (Vaucluse)                 | Jean-Michel Ferrand, Jean-Claude Lagarde et Philippe Rouquie | Haute-Garonne                   | Jean Blanes, Bernard Lagriffe et Raymond Tire                       | Gironde                         |
| 47e     | 1992  | Grenoble (Isère)                   | Daniel Monard, Edmond Rajcza et Christian Rochon             | Lozère                          | Didier Cavalier, Ruys Fernandez et Christian Gonzales               | Lot-et-Garonne                  |
| 48e     | 1993  | Nantes (Loire-Atlantique)          | François Ferreira, Dominique Patruno et Gérard Reymond       | Puy-de-Dôme                     | Michel Loy, Patrick Milcos et Gérard Tournay                        | Seine-Saint-Denis               |
| 49e     | 1994  | Angoulême (Charente)               | Alain Bideau, Marc Chagot et Didier Choupay                  | Seine-et-Marne                  | Jean-Luc Amblard, Christian Fazzino et Daniel Voisin                | Allier                          |
| 50e     | 1995  | Brétigny-sur-Orge (Essonne)        | Philippe Pouzier, Jean-Claude Rasle et Eric Sirot            | Essonne                         | Alain Bideau, Marc Chagot et Didier Choupay                         | Seine-et-Marne                  |
| 51e     | 1996  | Vichy (Allier)                     | Didier Choupay, Michel Loy et Patrick Milcos                 | Seine-et-Marne                  | Philippe Donikian, Christophe Le Bourgeois et Stéphane Le Bourgeois | Val-de-Marne                    |
| 52e     | 1997  | Chartres (Eure-et-Loir)            | Joseph Farré, Jean-Marc Foyot, Michel Schatz                 | Hérault                         | Stéphan Hostain, Bruno Pierisnard et Christian Rusewiez             | Vienne                          |
| 53e     | 1998  | La Roche-sur-Yon (Vendée)          | Christian Fazzino, Philippe Suchaud et Didier Velut          | Allier                          | Jean-Charles Dugény, Lionel Garraud, Laurent Planton                | Gironde                         |
| 54e     | 1999  | Lunéville (Meurthe-et-Moselle)     | Jean-Philippe Hernandez, Patrick Hernandez et Raphaël Rypen  | Allier                          | Joseph Farré, Jean-Marc Foyot et Michel Schatz                      | Hérault                         |
| 55e     | 2000  | Nevers (Nièvre)                    | Joseph Farré, Jean-Marc Foyot et Michel Schatz               | Hérault                         | Roger Cargoles, René Lucchesi et Christophe Richard                 | Vaucluse                        |
| 56e     | 2001  | Narbonne (Aude)                    | Henri Lacroix, Robert Leca et Claude Marin                   | Var                             | Christian Fazzino, Philippe Suchaud et Daniel Voisin                | Allier                          |
| 57e     | 2002  | Soustons (Landes)                  | Christian Fazzino, Philippe Suchaud et Daniel Voisin         | Allier                          | Sebti Amri, Hervé Concedieu et Bruno Petit                          | Eure-et-Loir                    |
| 58e     | 2003  | Perpignan (Pyrénées-Orientales)    | Julien Lamour, Bruno Rocher et Bruno Le Boursicaud           | Sarthe                          | Sylvain Dubreuil, David Le Dantec et Sébastien Rousseau             | Val de Marne                    |
| 59e     | 2004  | Toulouse (Haute-Garonne)           | Didier Chagneau, Thierry Grandet et Laurent Planton          | Gironde                         | Alain Pelloux, Robin Rio et Gérard Tavitian                         | Var                             |
| 60e     | 2005  | Marseille (Bouches-du-Rhône)       | Christian Fazzino, Frédéric Perrin et Raphaël Rypen          | Allier                          | Jean-Marc Foyot, Pascal Milei et Dominique Usaï                     | Puy-de-Dôme                     |
| 61e     | 2006  | Limoges (Haute-Vienne)             | Henri Lacroix, Philippe Quintais et Philippe Suchaud         | Alpes Maritime                  | Jean-Marc Foyot, Pascal Milei et Dominique Usaï                     | Puy-de-Dôme                     |
| 62e     | 2007  | Dijon (Côte-d'Or)                  | Stéphane Delforge, Christian Lagarde, Alain Phalippot        | Midi-Pyrénées                   | Stéphane Robineau, Bruno Rocher et Dylan Rocher                     | Sarthe                          |
| 63e     | 2008  | Clermont-Ferrand (Puy-de-Dôme)     | Henri Lacroix, Philippe Quintais et Philippe Suchaud         | Alpes-Maritimes                 | Zhaïr Bouamar, Christophe Sarrio et Guy Vinson                      | Rhône Alpes                     |
| 64e     | 2009  | Caen (Calvados)                    | Henri Lacroix, Philippe Quintais et Philippe Suchaud         | Alpes-Maritimes                 | Laurent Benezeth, Geoffray Biau et David Debard                     | Midi-Pyrénées                   |
| 65e     | 2010  | Nice (Alpes-Maritimes)             | Henri Lacroix, Philippe Quintais et Philippe Suchaud         | Alpes-Maritimes                 | Samson Debard, Pascal Laurot et Donald Veiss                        | Val-de-Marne                    |
| 66e     | 2011  | Soustons (Landes)                  | James Darodes, Jérémy Darodes et Christophe Sévilla          | Haute-Normandie                 | Farid Brekar, Elie Hoffman et Vincent Reinard                       | Hérault                         |
| 67e     | 2012  | Roanne (Loire)                     | Stéphane Le Bourgeois, David Le Dantec et Charles Weibel     | Moselle                         | Yvon Cinier, Laurent Dubost et Patrick Dubost                       | Rhône Alpes                     |
| 68e     | 2013  | Béziers (Hérault)                  | Emmanuel Lucien, Philippe Quintais et Philippe Suchaud       | Centre                          | Jean-Willy Feltain, Jean Feltain et Jean-Marc Foyot                 | Languedoc Roussillon            |
| 69e     | 2014  | Brive (Corrèze)                    | Stéphane Berlier, Philippe Rouquie et Jean-Michel Ferrand    | Midi-Pyrénées                   | Henri Lacroix, Bruno Le Boursicaud et Michel Loy                    | Rhône                           |
| 70e     | 2015  | Narbonne (Aude)                    | Fabien Barre, Dylan Nexon et Sacha Solana                    | Ariège                          | Henri Lacroix, Bruno Le Boursicaud et Michel Loy                    | Rhône                           |
| 71e     | 2016  | Montauban (Tarn-et-Garonne)        | Romain Fournie, Ludovic Montoro et Michel Hatchadourian      | Provence Alpes Côte d'Azur      | Sébastien Mirailles, Julien Bua et Christophe Trembleau             | Loiret                          |
| 72e     | 2017  | Mont Saint-Michel (Manche)         | Henri Lacroix, Stéphane Robineau et Dylan Rocher             | Var                             | David Lenoir, Cédric Lemezec et Frédéric Guillotte                  | Île-de-France                   |
| 73e     | 2018  | Strasbourg (Bas-Rhin)              | Henri Lacroix, Stéphane Robineau et Dylan Rocher             | Var                             | Christophe Thomas, Kévin Carlier et Cédric Baldassare               | Nord                            |
| 74e     | 2019  | Fréjus (Var)                       | Kevin Prud'homme, Georges Feltain et Winter Claudy           | Haute-Saône                     | David Riviera, Jérémy Fernandez et Mickaël Bonetto                  | Bouches-du-Rhône                |
|         | 2020  | Non joué pour cause de Covid-19    | Non joué pour cause de Covid-19                              | Non joué pour cause de Covid-19 | Non joué pour cause de Covid-19                                     | Non joué pour cause de Covid-19 |
| 75e     | 2021  | Lanester (Morbihan)                | Fabien Barre, Dylan Nexon et Luc Laille                      | Ariège                          | Gilles Blancheton, Gino Baud, Olivier Dugast                        | Loire-Atlantique                |
| 76e     | 2022  | Bergerac (Dordogne)                | Dylan Rocher, Henri Lacroix et Stéphane Robineau             | Var                             | Christian Andriantseheno, Christophe Sarrio et François N'Diaye     | Rhône                           |
| 77e     | 2023  | Perpignan (Pyrénées-Orientales)    | Thierry Grandet, Moïse Helfrick et Jean Feltain              | Gironde                         | Jacky Baud, Jérémy Guiquero et Louis Rieffel                        | Loire Atlantique                |
| 78e     | 2024  | Sin-le-Noble (Nord)                | Frédéric Cazes, Gérard Delom et Pierre Benoni                | Gers                            | Mickaël Bonetto, Myron Baudino et Ludovic Montoro                   | Alpes Maritimes                 |
| 79e     | 2025, | Pontorson (Manche)                 | Henri Lacroix, David Doerr et Laurent Matraglia              | Var                             | Josélito Brun, Noël Doerr et Elie Benmergui                         | Landes                          |

#### Doublette[9]
| Édition | Année | Lieu                                 | Vainqueur                                    | Comité ou Ligue                 | Finaliste                                       | Comité ou Ligue                 |
| 1er     | 1970  | Montauban (Tarn-et-Garonne)          | Jean-Pierre Barbiera et Dominique Ruffa      | Meurthe-et-Moselle              | Jean Grégoire et François Carrara               | Vaucluse                        |
| 2e      | 1971  | Cannes (Alpes-Maritimes)             | Jean-Claude Bertrand et Jean-Pierre Latruffe | Aube                            | Jean Naudo et Claude Baills                     | Pyrénées-Orientales             |
| 3e      | 1972  | Roubaix (Nord)                       | Pierre Brocca et Charles Simon               | Bouches-du-Rhône                | Pierre Boyer et Auguste Chastillon              | Alpes-de-Haute-Provence         |
| 4e      | 1973  | Le Mans (Sarhe)                      | Auguste Chastillon et Joseph Montero         | Alpes-de-Haute-Provence         | Jacques Marty et Paul Sicre                     | Pyrénées-Orientales             |
| 5e      | 1974  | Orléans (Loiret)                     | Jean-Claude Amrouche et Marcel Sarnito       | Paris                           | Joseph Ruiz et Eugène Lubrano                   | Bouches-du-Rhône                |
| 6e      | 1975  | Clermont-Ferrand (Puy-de-Dôme)       | Robert Lebeau et Jean Paon                   | Paris                           | Alain Gers et Gérard Rivière                    | Charente-Maritime               |
| 7e      | 1976  | Poitiers (Vienne)                    | Roger Marco et Roger Marigot                 | Hérault                         | William Stohr et Antoine Montoro                | Seine-et-Marne                  |
| 8e      | 1977  | Toulouse (Haute-Garonne)             | Clovis Capello et Guy Lagarde                | Tarn-et-Garonne                 | Patrick Barataud et Philippe Canava             | Haute-Garonne                   |
| 9e      | 1978  | Bagneux (Hauts-de-Seine)             | Pierre Martinez et Jean Mudjeredian          | Paris                           | Dominique Aquilino et Antoine Toscano           | Alpes-Maritimes                 |
| 10e     | 1979  | Mulhouse (Haut-Rhin)                 | Guy Regouffre et Georges Wideman             | Gironde                         | Patrick Delgoulet et Yves Delgoulet             | Corrèze                         |
| 11e     | 1980  | Perpignan (Pyrénées-Orientales)      | Jean-Marc Foyot et Antoine Stefani           | Paris                           | Christian Olmos et Jean-François Olmos          | Loire-Atlantique                |
| 12e     | 1981  | Pau (Pyrénées-Atlantique)            | Fernand Moraldo et Jean Uhlman               | Vaucluse                        | Jean-Marc Debayle et Christian Escude           | Pyrénées-Atlantique             |
| 13e     | 1982  | Chambéry (Savoie)                    | Renaud Boyer de la Girauday et Yves Trebosc  | Val-de-Marne                    | Henri Grillot et Christian Silesi               | Maine-et-Loire                  |
| 14e     | 1983  | Dunkerque (Nord)                     | Thierry Binet et Yves Predom                 | Loire-Atlantique                | Francis Garrigue et Dominique Joubert           | Dordogne                        |
| 15e     | 1984  | Montpellier (Hérault)                | Christian Fazzino et Daniel Voisin           | Allier                          | Michel Dejean et Jean-Claude Lagarde            | Haute-Garonne                   |
| 16e     | 1985  | Limoges (Haute-Vienne)               | Pascal Chatelain et Christine Rocher         | Yvelines                        | Thierry Demaria et François Sergentini          | Var                             |
| 17e     | 1986  | Albi (Tarn)                          | Patrick Fragnoud et Patrick Kassi            | Isère                           | Jean-Marc Foyot et Robert Lebeau                | Hauts-de-Seine                  |
| 18e     | 1987  | Vichy (Allier)                       | Dominique Lebreton et Serge Perez            | Calvados                        | Christian Fazzino et Daniel Voisin              | Allier                          |
| 19e     | 1988  | Brest (Finistère)                    | Max Camps et Guy Lagarde                     | Lot-et-Garonne                  | Dominique Desouaisne et Eric Weils              | Mayenne                         |
| 20e     | 1989  | Épinal (Vosges)                      | Wilfrid Chapeland et André Lozano            | Rhône                           | André Baradat et David Le Dantec                | Côtes-du-Nord                   |
| 21e     | 1990  | Le Cannet (Alpes-Maritimes)          | Thierry Lesage et Michel Loy                 | Paris                           | Christian Olmos et Marc Olmos                   | Loire-Atlantique                |
| 22e     | 1991  | Reims (Marne)                        | Didier Chaussepied et Jacques Robion         | Loire-Atlantique                | Christian Enocq et Jacques Lacoste              | Lot                             |
| 23e     | 1992  | Nevers (Nièvre)                      | Laurent Morillon et Jean-Luc Robert          | Vienne                          | Yvon Costeseque et Jean-Pierre Mazaux           | Gironde                         |
| 24e     | 1993  | Saint-Saulve (Nord)                  | Pascal Milei et Zvonko Radnic                | Saône-et-Loire                  | Jean-Marc Foyot et Michel Schatz                | Hérault                         |
| 25e     | 1994  | Saint-Avold (Moselle)                | Patrick Gras et Thierry Lesage               | Hauts-de-Seine                  | Thierry Maubras et Jean-Yves Prigent            | Finistère                       |
| 26e     | 1995  | Annecy (Haute-Savoie)                | Philippe Suchaud et Daniel Voisin            | Allier                          | Jean-Marc Foyot et Michel Schatz                | Hérault                         |
| 27e     | 1996  | Rosny-sous-Bois (Seine-Saint-Denis)  | Max Fouihle et Jean-Pierre Le Lons           | Seine-et-Marne                  | Jean-Michel Bouillon et Claudy Porcher          | Indre-et-Loire                  |
| 28e     | 1997  | Melun (Seine-et-Marne)               | Patrick Hervo et Gérard Thorel               | Loire-Atlantique                | Jean-Jacques Arrias et Alver Elisardo Rodriguez | Seine-et-Marne                  |
| 29e     | 1998  | Chambon-sur-Voueize (Creuse)         | Christophe Hureau et Damien Hureau           | Maine-et-Loire                  | Didier Choupay et Michel Loy                    | Seine-et-Marne                  |
| 30e     | 1999  | Belfort (Territoire de Belfort)      | Philippe Quintais et Jean-Luc Robert         | Eure-et-Loir                    | Didier Choupay et Michel Loy                    | Seine-et-Marne                  |
| 31e     | 2000  | Thiais (Val-de-Marne)                | Laurent Petit et Christophe Trembleau        | Loiret                          | Jean-Marc Foyot et Michel Schatz                | Hérault                         |
| 32e     | 2001  | Aurillac (Cantal)                    | Sylvain Dubreuil et Sébastien Rousseau       | Val-de-Marne                    | Christophe Hureau et Damien Hureau              | Maine-et-Loire                  |
| 33e     | 2002  | Cournon-d'Auvergne (Puy-de-Dôme)     | Bruno Le Boursicaud et Bruno Rocher          | Sarthe                          | Marc Galandris et Christophe Tassin             | Picardie                        |
| 34e     | 2003  | Dijon (Côte-d'Or)                    | Antoine Cano et Fernand Rivière              | Alpes-Maritimes                 | Philippe Suchaud et Daniel Voisin               | Allier                          |
| 35e     | 2004  | Nevers (Nièvre)                      | Simon Cortes et Jean-Claude Maraval          | Hérault                         | Bruno Le Boursicaud et Bruno Rocher             | Sarthe                          |
| 36e     | 2005  | Caen (Calvados)                      | Bruno Le Boursicaud et Bruno Rocher          | Sarthe                          | Luis Aleixo et Xavier Monnier                   | Alpes-Maritimes                 |
| 37e     | 2006  | Belfort (Territoire de Belfort)      | Jean-Marc Foyot et Pascal Milei              | Puy-de-Dôme                     | Henri Lacroix et Philippe Quintais              | Alpes-Maritimes                 |
| 38e     | 2007  | Saint-Louis (Haut-Rhin)              | Henri Lacroix et Philippe Quintais           | Alpes-Maritimes                 | Damien Hureau et David Le Dantec                | Pays de la Loire                |
| 39e     | 2008  | Bourg-Saint-Andéol (Ardèche)         | André Gross et Kévin Malbec                  | Île-de-France                   | Jean-Dominique Fieschi et Bruno Le Boursicaud   | Haute-Corse                     |
| 40e     | 2009  | Aurillac (Cantal)                    | André Gross et Kévin Malbec                  | Île-de-France                   | Didier Cailloce et Charles Messina              | Isère                           |
| 41e     | 2010  | Bruay-sur-l'Escaut (Nord)            | Jérémy Darodes et Christophe Sévilla         | Haute-Normandie                 | Didier Cailloce et Charles Messina              | Isère                           |
| 42e     | 2011  | Rennes (Ille-et-Vilaine)             | Stéphane Robineau et Dylan Rocher            | Sarthe                          | Romain Fournie et Christophe Sarrio             | Rhône Alpes                     |
| 43e     | 2012  | Guéret (Creuse)                      | Mickaël Besnard et Richard Diot              | Indre                           | Cyrille Laurent et Bruno Rocher                 | Pays de la Loire                |
| 44e     | 2013  | Sassenage (Isère)                    | Christian Fazzino et Denis Olmos             | Auvergne                        | Jérôme Darcourt et Joël Sinibaldi               | Languedoc Roussillon            |
| 45e     | 2014  | Saint-Avold (Moselle)                | Henri Lacroix et Bruno Le Boursicaud         | Rhône                           | Gaylord Renard et Christophe Duville            | Sarthe                          |
| 46e     | 2015  | Pau (Pyrénées-Atlantiques)           | Angy Savin et Maison Durk                    | Puy-de-Dôme                     | Christian Fazzino et Denis Olmos                | Auvergne                        |
| 47e     | 2016  | Lanester (Morbihan)                  | Henri Lacroix et Dylan Rocher                | Var                             | Christophe Sarrio et Fabrice Uytterhoeven       | Rhône                           |
| 48e     | 2017  | Soustons (Landes)                    | Dylan Rocher et Henri Lacroix                | Var                             | Philippe Quintais et Damien Hureau              | Poitou Charentes                |
| 49e     | 2018  | Quillan (Aude)                       | Dylan Rocher et Henri Lacroix                | Var                             | Stéphane Robineau et Benji Renaud               | Var                             |
| 50e     | 2019  | Dijon (Côte-d'Or)                    | Dylan Rocher et Henri Lacroix                | Var                             | Stéphane Dourlet et Marlon Hortica              | Indre-et-Loire                  |
|         | 2020  | Non joué pour cause de Covid-19      | Non joué pour cause de Covid-19              | Non joué pour cause de Covid-19 | Non joué pour cause de Covid-19                 | Non joué pour cause de Covid-19 |
|         | 2021  | Pas de compétition                   | Pas de compétition                           | Pas de compétition              | Pas de compétition                              | Pas de compétition              |
| 51e     | 2022  | Bergerac (Dordogne)                  | Michel Hatchadourian et Kévin Bonvarlet      | Corse-du-Sud                    | Mickaël Bonetto et David Riviera                | Alpes-Maritimes                 |
| 52e     | 2023  | Quimper (Finistère)                  | Dylan Rocher et Diego Rizzi                  | Var                             | Gilles Deverre et Jean-Pierre Fauveau           | Orne                            |
| 53e     | 2024  | Saint-Yrieix-sur-Charente (Charente) | Michel Loy et Yohan Cousin                   | Seine Maritime                  | Delson Boulanger et Sonny Prud'homme            | Tarn-et-Garonne                 |

#### Tête à Tête[13]
| Édition | Année | Lieu                                 | Vainqueur                       | Comité ou Ligue                 | Finaliste                       | Comité ou Ligue                 |
| 1er     | 1966  | Paris                                | Ange Arcalao                    | Alpes-Maritimes                 | Henry Nicolaud                  | Nièvre                          |
| 2e      | 1967  | Saint-Étienne (Loire)                | Daniel Dejean                   | Ariège                          | Joseph Ballester                | Alpes-Maritimes                 |
| 3e      | 1968  | Espalion (Aveyron)                   | Henri Philippot                 | Landes                          | Michel Reygaza                  | Rhône                           |
| 4e      | 1969  | Nevers (Nièvre)                      | Alphonse Baldi                  | Var                             | François Gil                    | Loire                           |
| 5e      | 1970  | Montauban (Tarn-et-Garonne)          | Ernest Leglise                  | Alpes-Maritimes                 | Claude Ginier                   | Basses-Alpes                    |
| 6e      | 1971  | Cannes (Alpes-Maritimes)             | Guy Gindraud                    | Charente                        | Gérard Ilana                    | Lot-et-Garonne                  |
| 7e      | 1972  | Roubaix (Nord)                       | François Gouges                 | Pyrénées-Orientales             | Daniel Voisin                   | Haute-Vienne                    |
| 8e      | 1973  | Le Mans (Sarhe)                      | Jean Traswalki                  | Gard                            | Aru Pierre                      | Bouches-du-Rhône                |
| 9e      | 1974  | Orléans (Loiret)                     | José Moralès                    | Hautes-Pyrénées                 | Christian Silesi                | Maine-et-Loire                  |
| 10e     | 1975  | Clermont-Ferrand (Puy-de-Dôme)       | Christian Fazzino               | Allier                          | Allies Max                      | Bouches-du-Rhône (13)           |
| 11e     | 1976  | Poitiers (Vienne)                    | Claude Ginier                   | Alpes-de-Haute-Provence         | Christian Fazzino               | Allier                          |
| 12e     | 1977  | Toulouse (Haute-Garonne)             | François Gouges                 | Pyrénées-Orientales             | François Berges                 | Drôme                           |
| 13e     | 1978  | Bagneux (Hauts-de-Seine)             | Christian Fazzino               | Allier                          | Alain Bonnet                    | Seine-Maritime                  |
| 14e     | 1979  | Mulhouse (Haut-Rhin)                 | Dominique Valissant             | Aisne                           | Pierre Mothes                   | Tarn-et-Garonne                 |
| 15e     | 1980  | Perpignan (Pyrénées-Orientales)      | René Coulomb                    | Var                             | André Lucas                     | Vaucluse                        |
| 16e     | 1981  | Pau (Pyrénées-Atlantiques)           | René Coulomb                    | Var                             | Dominique Aquilino              | Alpes-Maritimes                 |
| 17e     | 1982  | Chambéry (Savoie)                    | Christian Fazzino               | Allier                          | Pascal Leboulanger              | Sarthe                          |
| 18e     | 1983  | Dunkerque (Nord)                     | Christian Combarnous            | Bas-Rhin                        | Dominique Andreani              | Corse-du-Sud                    |
| 19e     | 1984  | Montpellier (Hérault)                | Maurice Loize                   | Aisne                           | Christian Bassier               | Hérault                         |
| 20e     | 1985  | Limoges (Haute-Vienne)               | André Lacas                     | Vaucluse                        | Jean-François Olmos             | Loire-Atlantique                |
| 21e     | 1986  | Albi (Tarn)                          | René Coulomb                    | Var                             | Didier Choupay                  | Seine-et-Marne                  |
| 22e     | 1987  | Vichy (Allier)                       | Morad Kebbati                   | Val-d'Oise                      | Didier Choupay                  | Seine-et-Marne                  |
| 23e     | 1988  | Brest (Finistère)                    | Philippe Quintais               | Eure-et-Loir                    | Richard Szygula                 | Saône-et-Loire                  |
| 24e     | 1989  | Épinal (Vosges)                      | Jean-Pierre Watiez              | Paris                           | Christian Fazzino               | Allier                          |
| 25e     | 1990  | Le Cannet (Alpes-Maritimes)          | Christian Fazzino               | Allier                          | Alain Pelloux                   | Alpes-de-Haute-Provence         |
| 26e     | 1991  | Reims (Marne)                        | David Le Dantec                 | Côtes-d'Armor                   | Christian Fazzino               | Allier                          |
| 27e     | 1992  | Nevers (Nièvre)                      | David Le Dantec                 | Côtes-d'Armor                   | Bruno Rocher                    | Sarthe                          |
| 28e     | 1993  | Saint-Saulve (Nord)                  | Michel Briand                   | Gard                            | Michel Loy                      | Seine-Saint-Denis               |
| 29e     | 1994  | Saint-Avold (Moselle)                | Philippe Cabaret                | Meurthe-et-Moselle              | Jean-Dominique Fieschi          | Haute-Corse                     |
| 30e     | 1995  | Annecy (Haute-Savoie)                | Laurent Morillon                | Vienne                          | Patrice Rouelles                | Cantal                          |
| 31e     | 1996  | Rosny-sous-Bois (Seine-Saint-Denis)  | Michel Briand                   | Gard                            | Bruno Castellan                 | Bouches-du-Rhône                |
| 32e     | 1997  | Melun (Seine-et-Marne)               | Bruno Rocher                    | Sarthe                          | Guy Vinson                      | Rhône                           |
| 33e     | 1998  | Chambon-sur-Voueize (Creuse)         | Jérôme Pizzolatto               | Tarn-et-Garonne                 | Philippe Suchaud                | Allier                          |
| 34e     | 1999  | Belfort (Territoire de Belfort)      | Frédéric Esther                 | La Réunion                      | Arthur Dos Santos               | Loire-Atlantique                |
| 35e     | 2000  | Thiais (Val-de-Marne)                | Wilfrid Chapeland               | Rhône                           | Didier Chagneau                 | Gironde                         |
| 36e     | 2001  | Aurillac (Cantal)                    | Philippe Quintais               | Eure-et-Loir                    | Stéphane Iften                  | Centre                          |
| 37e     | 2002  | Cournon-d'Auvergne (Puy-de-Dôme)     | Christian Fazzino               | Auvergne                        | Dominique Roig-Pons             | Côte-d'Or                       |
| 38e     | 2003  | Dijon (Côte-d'Or)                    | Christian Fazzino               | Auvergne                        | Franck Coulon                   | Bourgogne                       |
| 39e     | 2004  | Nevers (Nièvre)                      | Sylvain Pilewski                | Seine-et-Marne                  | Frédéric Michel                 | Saône-et-Loire                  |
| 40e     | 2005  | Caen (Calvados)                      | Daniel Rizo                     | Alpes-Maritimes                 | Dominique Patruno               | Puy-de-Dôme                     |
| 41e     | 2006  | Belfort (Territoire de Belfort)      | Christian Fazzino               | Auvergne                        | Lilian Vuillon                  | Aube                            |
| 42e     | 2007  | Saint-Louis (Haut-Rhin)              | Christophe Trembleau            | Centre                          | Christian Fazzino               | Auvergne                        |
| 43e     | 2008  | Bourg-Saint-Andéol (Ardèche)         | Sébastien Ranquine              | Pyrénées-Atlantiques            | Christophe Sarrio               | Rhône                           |
| 44e     | 2009  | Aurillac (Cantal)                    | Cyril Georget                   | Vienne                          | Jérémy Darodes                  | Charente-Maritime               |
| 45e     | 2010  | Soustons (Landes)                    | Kévin Philipson                 | Picardie                        | Christophe Trembleau            | Centre                          |
| 46e     | 2011  | Brive (Corrèze)                      | Christophe Sévilla              | Eure                            | Kévin Philipson                 | Val-de-Marne                    |
| 47e     | 2012  | Beaucaire (Gard)                     | Sébastien Rousseau              | Val-de-Marne                    | Jean Feltain                    | Hérault                         |
| 48e     | 2013  | Caen (Calvados)                      | Sébastien Da Cunha              | Lot                             | Fabrice Uytterhoeven            | Ardennes                        |
| 49e     | 2014  | Gruissan (Aude)                      | Dylan Rocher                    | Var                             | Jean-François Maillot           | La Réunion                      |
| 50e     | 2015  | Troyes (Aube)                        | Dylan Rocher                    | Var                             | Pierre Hoffmann                 | Gironde                         |
| 51e     | 2016  | Montauban (Tarn-et-Garonne)          | Henri Lacroix                   | Var                             | Dylan Rocher                    | Var                             |
| 52e     | 2017  | Carmaux (Tarn)                       | Joseph Molinas                  | Rhône                           | Henri Lacroix                   | Var                             |
| 53e     | 2018  | Fréjus (Var)                         | Henri Lacroix                   | Var                             | Manuel Motteyen                 | Antilles - La Guyane            |
| 54e     | 2019  | Rumilly (Haute-Savoie)               | Michel Hatchadourian            | Alpes-Maritimes                 | David Doerr                     | Pyrénées-Atlantique             |
|         | 2020  | Non joué pour cause de Covid-19      | Non joué pour cause de Covid-19 | Non joué pour cause de Covid-19 | Non joué pour cause de Covid-19 | Non joué pour cause de Covid-19 |
|         | 2021  | Pas de compétition                   | Pas de compétition              | Pas de compétition              | Pas de compétition              | Pas de compétition              |
| 55e     | 2022  | Lavelanet (Ariège)                   | Michel Loy                      | Auvergne-Rhône Alpes            | David Doerr                     | Var                             |
| 56e     | 2023  | Auxerre (Yonne)                      | Basil Jackel                    | Haute-Corse                     | Laurent Dumont                  | Rhône                           |
| 57e     | 2024  | Objat (Corrèze)                      | Clément Duvernay                | Saône-et-Loire                  | Fabio Zeni                      | Val-de-Marne                    |
| 58e     | 2025, | Saint-Yrieix-sur-Charente (Charente) | Cyril Begon                     | Puy-de-Dône                     | Mickaël Blanchard               | Loire Atlantlique               |

#### Tir de précision
| Édition | Année | Lieu                 | Vainqueur      | Comité ou Ligue | Finaliste            | Comité ou Ligue |
| 1er     | 2023  | Flamanville (Manche) | Frédéric Cazes | Occitanie       | Jean-Pierre d'Angelo | Corse           |

### Palmarès seniors féminins

#### Triplette[20]
| Édition | Année | Lieu                              | Vainqueur                                                        | Comité ou Ligue                 | Finaliste                                                        | Comité ou Ligue                 |
| 1er     | 2003  | Rodez (Aveyron)                   | Ida Leo, Emilie Py et Sylvia Py                                  | Haute-Saône                     | Sylvette Innocenti, Séverine Roche et Muriel Scuderi             | Bouches-du-Rhône                |
| 2e      | 2004  | Lons-le-Saunier (Jura)            | Angélique Colombet, Florence Schopp et Marie-Christine Virebayre | Auvergne                        | Sylvette Innocenti, Séverine Roche et Muriel Scuderi             | Bouches-du-Rhône                |
| 3e      | 2005  | Croix (Nord)                      | Ranya Kouadri, Sandra Monteiro et Cynthia Quennehen              | Rhône                           | Valérie Ferradou, Agnès Lesaine et Syvia Martin                  | Haute-Garonne                   |
| 4e      | 2006  | Bellerive-sur-Allier (Allier)     | Maryline Dauvergne, Karine Massicot et Magalie Tingant           | Centre                          | Ranya Kouadri, Sandra Monteiro et Cynthia Quennehen              | Rhône                           |
| 5e      | 2007  | Soustons (Landes)                 | Angélique Colombet, Florence Schopp et Marie-Christine Virebayre | Auvergne                        | Elodie Aillerie, Sophie Aillerie et Sandrine Pichereau           | Maine-et-Loire                  |
| 6e      | 2008  | Gruissan (Aude)                   | Angélique Colombet, Florence Schopp et Marie-Christine Virebayre | Auvergne                        | Véronique Dechipre, Marielle Mouka et Sylvie Naert               | Hauts-de-Seine                  |
| 7e      | 2009  | Beaucaire (Gard)                  | Nancy Cailotto, Fabienne Chapus et Muriel Scuderi                | Gard                            | Monique Brun, Nelly Douce et Fabienne Fassino                    | Provence Alpes Côte d'Azur      |
| 8e      | 2010  | Cahors (Lot)                      | Nadège Baussian, Anna Maillard et Josiane Sagaz                  | Midi-Pyrénées                   | Agnès Lesaine, Evelyne Lozano et Fabienne Berdoyes               | Îles de France                  |
| 9e      | 2011  | Fos-sur-Mer (Bouches-du-Rhône)    | Anaïs Lapoutge, Nelly Peyré et Pascale Pontac                    | Haute-Garonne                   | Josiane Bordelais, Téophanie Descas et Evane Sejean              | Martinique                      |
| 10e     | 2012  | Pau (Pyrénées-Atlantiques)        | Gidgia Aït Idir, Morgane Bacon et Valéria Songeux                | Seine-et-Marne                  | Angélique Colombet, Florence Schopp et Marie-Christine Virebayre | Auvergne                        |
| 11e     | 2013  | Beaucaire (Gard)                  | Adeline Bedziechowski, Frédérique Labat et Brigitte Savel        | Seine-et-Marne                  | Sophie Aillerie, Sandra Berlin et Sandrine Pichereau-Voisin      | Pays de la Loire                |
| 12e     | 2014  | Laval (Mayenne)                   | Audrey Bandiera, Ludivine d'Isidoro et Sylviane Ramos            | Auvergne                        | Enora Gardan, Angélique Dufrost et Alexandra Coore               | Bretagne                        |
| 13e     | 2015  | Montauban (Tarn-et-Garonne)       | Cindy Peyrot, Angélique Colombet et Alison Rodriguez             | Auvergne                        | Nadège Baussian, Anna Maillard et Florence Schopp                | Midi-Pyrénées                   |
| 14e     | 2016  | Bagnols-sur-Cèze (Gard)           | Muriel Scuderi, Léa Escoda et Fabienne Chapus                    | Gard                            | Marie-Luce Stavelot-Jeanson, Salomé Passeron et Audrey Lefeuvre  | Yonne                           |
| 15e     | 2017  | Ax-les-Thermes (Ariège)           | Muriel Scuderi, Léa Escoda et Fabienne Chapus                    | Gard                            | Cindy Peyrot, Angélique Colombet et Laetitia Angelini            | Puy-de-Dôme                     |
| 16e     | 2018  | Figeac (Lot)                      | Chantal Salaris, Apolline Garrien et Nadège Rodrigues            | Côte-d'Or                       | Elodie Esteve, Fanja Aubriot et Emilie Fernandez                 | Alpes-Maritimes                 |
| 17e     | 2019  | Saverdun (Ariège)                 | Cindy Peyrot, Emilie Vignères et Audrey Bandiera                 | Occitanie                       | Charlotte Darodes, Sandrine Poinsot et Audrey Viaules            | Nouvelle Aquitaine              |
|         | 2020  | Non joué pour cause de Covid-19   | Non joué pour cause de Covid-19                                  | Non joué pour cause de Covid-19 | Non joué pour cause de Covid-19                                  | Non joué pour cause de Covid-19 |
| 18e     | 2021  | Palavas-les-Flots (Hérault)       | Charlotte Darodes, Mouna Beji et Ludivine d'Isidoro              | Rhône                           | Angélique Colombet, Audrey Bandiera et Charlotte Roux            | Puy-de-Dôme                     |
| 19e     | 2022  | Chalon-sur-Saône (Saône-et-Loire) | Mouna Beji, Ludivine d'Isidoro et Charlotte Darodes              | Rhône                           | Théophanie Descas, Danielle Pierre-Michel et Mirella Sommier     | Martinique                      |
| 20e     | 2023  | Perpignan (Pyrénées-Orientales)   | Nelly Peyré, Charlène Debord et Valérie Labrousse                | Dordogne                        | Aurélie Hontang, Toréa Tairio et Pascale Duchein                 | Haute-Garonne                   |
| 21e     | 2024  | Sin-le-Noble (Nord)               | Caroline Bourriaud, Céline Lebossé et Alexia Pinto               | Haute Savoie                    | Anna Maillard, Sandrine Poinsot et Cindy Peyrot                  | Var                             |
| 22e     | 2025, | Pontorson (Manche)                | Mouna Béji, Nadège Baussian Protat et Ludivine d'Isidoro         | Rhône                           | Anna Maillard, Sandrine Poinsot et Cindy Peyrot                  | Var                             |

#### Doublette[26]
| Édition | Année | Lieu                                 | Vainqueur                                          | Comité ou Ligue                 | Finaliste                                       | Comité ou Ligue                 |
| 1er     | 1976  | Joué-lès-Tours (Indre-et-Loire)      | Danielle Gros et Maïté Lombard                     | Var                             | Bernadette Graglia et Joëlle Vauchery           | Alpes-Maritimes                 |
| 2e      | 1977  | Nevers (Nièvre)                      | Christiane Chanteduc et Sylvette Innocenti         | Var                             | Aline Dole et Michèle Thiébault                 | Côte-d'Or                       |
| 3e      | 1978  | Orléans (Loiret)                     | Chantal Garbillet et Ginette Yen                   | Seine-et-Marne                  | Danielle Gros et Maïté Lombard                  | Var                             |
| 4e      | 1979  | Montélimar (Drôme)                   | Danielle Gros et Maïté Lombard                     | Var                             | Chantal Garbillet et Ginette Yen                | Seine-et-Marne                  |
| 5e      | 1980  | Niort (Deux-Sèvres)                  | Christiane Grimaldier et Laurette Martelsat        | Bouches-du-Rhône                | Paola Chevillot et Marie Zahaf                  | Loir-et-Cher                    |
| 6e      | 1981  | Cahors (Lot)                         | Danielle Gros et Sylvette Innocenti                | Var                             | Collette Maupoil et Marie-Luce Stavelot         | Yonne                           |
| 7e      | 1982  | Tournon-sur-Rhône (Ardèche)          | Danielle Gros et Sylvette Innocenti                | Var                             | Cathy Pehore et Nadine Sene                     | Finistère                       |
| 8e      | 1983  | Metz (Moselle)                       | Danielle Gros et Sylvette Innocenti                | Var                             | Aline Dole et Christine Siwiak                  | Côte-d'Or                       |
| 9e      | 1984  | Issy-les-Moulineaux (Hauts-de-Seine) | Fabienne Dubarry et Maryline Père                  | Hautes-Pyrénées                 | Danièle Marquette et Patricia Roberte           | Gironde                         |
| 10e     | 1985  | Nîmes (Gard)                         | Chantal Carbillet et Martine Rodriguez             | Seine-et-Marne                  | Nadine Laforet et Isabelle Martinez             | Gironde                         |
| 11e     | 1986  | Créteil (Val-de-Marne)               | Sylvie Cobos et Martine Sarda                      | Hérault                         | Jacqueline Debrand et Annette Thirion           | Yonne                           |
| 12e     | 1987  | Aurillac (Cantal)                    | Nathalie Gelin et Ranya Kouadri                    | Rhône                           | Jacqueline Anton et Edwige Simonnet             | Loir-et-Cher                    |
| 13e     | 1988  | Gap (Hautes-Alpes)                   | Pascale Liegeois et Annick Zajac                   | Ardennes                        | Sandrine Applagnat et Eliane Lyonnaz            | Savoie                          |
| 14e     | 1989  | Saintes (Charente-Maritime)          | Ranya Kouadri et Nathalie Gelin                    | Rhône                           | Pascale Choron et Fabienne Quain                | Rhône-Alpes                     |
| 15e     | 1990  | Dijon (Côte-d'Or)                    | Isabelle Ladenise et Karine Ferret                 | Indre                           | Jacqueline Anton et Edwige Simonnet             | Loir-et-Cher                    |
| 16e     | 1991  | Cannes-La Bocca (Alpes-Maritimes)    | Aline Dole et Carole Dupon                         | Côte-d'Or                       | Jenny Rathberger et Geneviève Rathberger        | Haute-Garonne                   |
| 17e     | 1992  | Jouy-en-Josas (Yvelines)             | Jenny Rathberger et Geneviève Rathberger           | Haute-Garonne                   | Lucile Moreau et Sylvie Naert                   | Hauts-de-Seine                  |
| 18e     | 1993  | Nancy (Meurthe-et-Moselle)           | Aline Dole et Carole Dupon                         | Côte-d'Or                       | Raphaële Applagnat et Sandrine Applagnat        | Savoie                          |
| 19e     | 1994  | Le Puy (Haute-Loire)                 | Marie-Claude Marchand et Marie-Christine Virebayre | Hérault                         | Nathalie Larrat et Sandrine Larrat              | Gironde                         |
| 20e     | 1995  | Caen (Calvados)                      | Nathalie Clement et Florence Petit                 | Loir-et-Cher                    | Sylvie Faure et Peggy Touvier                   | Ain                             |
| 21e     | 1996  | Avignon (Vaucluse)                   | Aline Dole et Ranya Kouadri                        | Rhône                           | Isabelle Allaizeau et Valérie Faivre            | Vendée                          |
| 22e     | 1997  | Carcassonne (Aude)                   | Angélique Colombet et Florence Schopp              | Puy-de-Dôme                     | Anne Fabre et Jenny Rathberger                  | Haute-Garonne                   |
| 23e     | 1998  | Le Mans (Sarthe)                     | Aline Dole et Ranya Kouadri                        | Rhône                           | Evelyne Lozano et Karine Sausses                | Yvelines                        |
| 24e     | 1999  | Montpellier (Hérault)                | Christine Filbien et Anne-Marie Mascagni           | Alpes-Maritimes                 | Nathalie Clément et Florence Petit              | Loir-et-Cher                    |
| 25e     | 2000  | Sarreguemines (Moselle)              | Angélique Colombet et Florence Schopp              | Puy-de-Dôme                     | Carole Gremy et Joëlle Robin                    | Saône-et-Loire                  |
| 26e     | 2001  | Soustons (Landes)                    | Angélique Colombet et Florence Schopp              | Puy-de-Dôme                     | Martine Sarda et Marie-Christine Virebayre      | Hérault                         |
| 27e     | 2002  | Saint-Maur (Indre)                   | Angélique Colombet et Florence Schopp              | Puy-de-Dôme                     | Virginie Lauer et Pascale Lucas                 | Moselle                         |
| 28e     | 2003  | Périgueux (Dordogne)                 | Evelyne Lozano et Cynthia Quennehen                | Seine-Maritime                  | Daisy Leux et Catherine Lize                    | Côtes-d'Armor                   |
| 29e     | 2004  | Gérardmer (Vosges)                   | Catherine Conoir et Christelle Heinry              | Ille-et-Vilaine                 | Sylviane Ramos et Marie-Christine Virebayre     | Auvergne                        |
| 30e     | 2005  | Lure (Haute-Saône)                   | Sandrine Herlem et Magali Saez                     | Hérault                         | Sylvette Innocenti et Sabine Pizzela            | Bouches-du-Rhône                |
| 31e     | 2006  | Guéret (Creuse)                      | Angélique Colombet et Florence Schopp              | Auvergne                        | Stéphanie Delafosse et Katia Fauquet            | Basse-Normandie                 |
| 32e     | 2007  | Poitiers (Vienne)                    | Angélique Colombet et Florence Schopp              | Auvergne                        | Graziella Bacabara et Anna Maillard             | Pyrénées-Atlantiques            |
| 33e     | 2008  | Grenoble (Isère)                     | Angélique Colombet et Florence Schopp              | Auvergne                        | Ludivine d'Isidoro et Marie-Christine Virebayre | Auvergne                        |
| 34e     | 2009  | Lons-le-Saunier (Jura)               | Marie-Christine Virebayre et Ludivine d'Isidoro    | Auvergne                        | Sophie Aillerie et Sandrine Pichereau           | Pays de la Loire                |
| 35e     | 2010  | Soustons (Landes)                    | Marie-Christine Virebayre et Ludivine d'Isidoro    | Auvergne                        | Nadège Baussian et Anna Maillard                | Midi-Pyrénées                   |
| 36e     | 2011  | Brive (Corrèze)                      | Marie-Christine Virebayre et Ludivine d'Isidoro    | Auvergne                        | Florence Schopp et Angélique Colombet           | Auvergne                        |
| 37e     | 2012  | Beaucaire (Gard)                     | Anaïs Lapoutge et Nelly Peyré                      | Haute-Garonne                   | Sophie Deguy et Corinne Deguy                   | Limousin                        |
| 38e     | 2013  | Caen (Calvados)                      | Audrey Bandiera et Céline Bandiera                 | Midi-Pyrénées                   | Fabienne Berdoyes et Agnès Lesaine              | Pays de la Loire                |
| 39e     | 2014  | Gruissan (Aude)                      | Valérie Labrousse et Rosine Bagilet                | Aquitaine                       | Elodie Esteve et Tina Valero                    | Aude                            |
| 40e     | 2015  | Troyes (Aube)                        | Angélique Colombet et Audrey Bandiera              | Auvergne                        | Sabrina Binda et Marianne Couzon                | Yonne                           |
| 41e     | 2016  | Montauban (Tarn-et-Garonne)          | Sabrina Binda et Marianne Couzon                   | Yonne                           | Elodie Esteve et Tina Valero                    | Aude                            |
| 42e     | 2017  | Carmaux (Tarn)                       | Isabelle Calchera et Angélique Colombet            | Auvergne                        | Ludivine Lovet et Agnès Viens                   | Provence Alpes Côte d'Azur      |
| 43e     | 2018  | Fréjus (Var)                         | Nadège Baussian et Anna Maillard                   | Lot                             | Emilie Vignères et Audrey Bandiera              | Haute Garonne                   |
| 44e     | 2019  | Rumilly (Haute-Savoie)               | Cindy Peyrot et Nadège Biau                        | Haute-Garonne                   | Apolline Garrien et Chantal Salaris             | Bourgogne Franche-Comté         |
|         | 2020  | Non joué pour cause de Covid-19      | Non joué pour cause de Covid-19                    | Non joué pour cause de Covid-19 | Non joué pour cause de Covid-19                 | Non joué pour cause de Covid-19 |
|         | 2021  | Pas de compétition                   | Pas de compétition                                 | Pas de compétition              | Pas de compétition                              | Pas de compétition              |
| 45e     | 2022  | Lavelanet (Ariège)                   | Mouna Beji et Charlotte Darodes                    | Rhône                           | Anaïs Lapoutge et Tiphanie Lellouche            | Occitanie                       |
| 46e     | 2023  | Auxerre (Yonne)                      | Mouna Beji et Nadège Baussian-Protat               | Rhône                           | Delphine Langlais et Prescilia Roussel          | Eure-et-Loir                    |
| 47e     | 2024  | Objat (Corrèze)                      | Mouna Beji et Nadège Baussian-Protat               | Rhône                           | Nelly Peyré et Valérie Labrousse                | Dordogne                        |
| 48e     | 2025, | Saint-Yrieix-sur-Charente (Charente) | Anna Maillard et Cindy Peyrot                      | Provence Alpes Côte d'Azur      | Aurélia Blazquez Ruiz et Angélique Colombet     | Puy de Dôme                     |

#### Tête à Tête[32]
| Édition | Année | Lieu                                 | Vainqueur                       | Comité ou Ligue                 | Finaliste                       | Comité ou Ligue                 |
| 1er     | 2014  | Saint-Avold (Moselle)                | Laurence Morotti                | Somme                           | Sonia Sanchez                   | Pyrénées-Orientales             |
| 2e      | 2015  | Pau (Pyrénées-Atlantique)            | Ludivine Lovet                  | Alpes-Maritimes                 | Christelle Barre                | Vendée                          |
| 3e      | 2016  | Lanester (Morbihan)                  | Sandrine Herlem                 | Hérault                         | Daisy Frigara                   | Côtes-d'Armor                   |
| 4e      | 2017  | Soustons (Landes)                    | Nelly Peyré                     | Aquitaine                       | Gaëlle Hauss                    | Aube                            |
| 5e      | 2018  | Quillan (Aude)                       | Nelly Peyré                     | Aquitaine                       | Valérie Labrousse               | Dordogne                        |
| 6e      | 2019  | Dijon (Côte-d'Or)                    | Nadège Baussian                 | Lot                             | Valérie Labrousse               | Dordogne                        |
|         | 2020  | Non joué pour cause de Covid-19      | Non joué pour cause de Covid-19 | Non joué pour cause de Covid-19 | Non joué pour cause de Covid-19 | Non joué pour cause de Covid-19 |
|         | 2021  | Pas de compétition                   | Pas de compétition              | Pas de compétition              | Pas de compétition              | Pas de compétition              |
| 7e      | 2022  | Bergerac (Dordogne)                  | Daisy Frigara                   | Cotes-d'Armor                   | Cindy Peyrot                    | Haute-Garonne                   |
| 8e      | 2023  | Quimper (Finistère)                  | Aurélie Salingue                | Grand Est                       | Cindy Peyrot                    | Var                             |
| 9e      | 2023  | Saint-Yrieix-sur-Charente (Charente) | Emilie Vignères                 | Ariège                          | Malorie Durand                  | Lot                             |

#### Tir de précision
| Édition | Année | Lieu                 | Vainqueur      | Comité ou Ligue | Finaliste    | Comité ou Ligue      |
| 1er     | 2023  | Flamanville (Manche) | Aurélie Bories | Occitanie       | Julie Cardon | Auvergne Rhône-Alpes |

### Palmarès séniors mixte

#### Triplette mixte
| Édition | Année | Lieu                       | Vainqueur                                                  | Comité ou Ligue | Finaliste                                            | Comité ou Ligue |
| 1er     | 2023  | Douai (Nord)               | Laurence Morotti, Thierry Fouillard et Alexis Pinault      | Somme           | Océane Martin, Gérard Delom et Frédéric Cazes        | Occitanie       |
| 2e      | 2024  | Fenouillet (Haute Garonne) | Nadège Baussian-Protat, Jacques Dubois et Mickaël Feyertag | Rhône           | Océane Martin, Gérard Delom et Frédéric Cazes        | Occitanie       |
| 3e      | 2025, | Bergerac (Dordogne)        | Nadège Biau, Paul Faurel et Philippe Duchein               | Occitanie       | Valérie Labrousse, Richard Feltain et Jérémy Darodes | Dordogne        |

#### Doublette mixte[41]
| Édition | Année | Lieu                                     | Vainqueur                                    | Comité ou Ligue                 | Finaliste                                  | Comité ou Ligue                 |
| 1er     | 1993  | Sarreguemines (Moselle)                  | Nathalie Quintais et Philippe Quintais       | Seine-et-Marne                  | Marie-Claude Marchand et Michel Schatz     | Hérault                         |
| 2e      | 1994  | Épinal (Vosges)                          | Nathalie Quintais et Philippe Quintais       | Eure-et-Loir                    | Stéphanie Tamet et Arnaud Boutelier        | Nord                            |
| 3e      | 1995  | Pau (Pyrénées-Atlantiques)               | Virginie Lauer et Camille Bermond            | Alpes-de-Haute-Provence         | Valérie Mérillon et Marcel Bonnard         | Seine-et-Marne                  |
| 4e      | 1996  | Lamoura (Jura)                           | Martine Sarda et Michel Schatz               | Hérault                         | Anne Berthaud et Michel Loy                | Seine-et-Marne                  |
| 5e      | 1997  | Nîmes (Gard)                             | Martine Sarda et Michel Schatz               | Hérault                         | Anne Berthaud et Michel Loy                | Seine-et-Marne                  |
| 6e      | 1998  | Villefranche-sur-Saône (Rhône)           | Martine Sarda et Michel Schatz               | Hérault                         | Sylvie Jaunet et Philippe Suchaud          | Allier                          |
| 7e      | 1999  | Alençon (Orne)                           | Nathalie Gelin et Zvonko Radnic              | Saône-et-Loire                  | Peggy Milei et Pascal Milei                | Saône-et-Loire                  |
| 8e      | 2000  | Montauban (Tarn-et-Garonne)              | Sylvie Jaunet et Philippe Suchaud            | Allier                          | Martine Sarda et Michel Schatz             | Hérault                         |
| 9e      | 2001  | Évreux (Eure)                            | Michèle Minerva et Simon Cortes              | Hérault                         | Sylvie Jaunet et Philippe Suchaud          | Allier                          |
| 10e     | 2002  | Charleville-Mézières (Ardennes)          | Nathalie Sirot et Didier Choupay             | Seine-et-Marne                  | Gracianne Pitoun et Stéphane Dath          | Saône-et-Loire                  |
| 11e     | 2003  | Flamanville (Manche)                     | Pascale Terrien et Thierry Grandet           | Gironde                         | Elisa Roy et Raphaël Rypen                 | Eure-et-Loir                    |
| 12e     | 2004  | Agen (Lot-et-Garonne)                    | Audrey Foulhac et Jean-Luc Foulhac           | Lot                             | Joëlle Picaud et Patrick Hervo             | Charente-Maritime               |
| 13e     | 2005  | Fort-de-France (Martinique)              | Angélique Colombet et Jean-Michel Xisto      | Puy-de-Dôme                     | Ranya Kouadri et Philippe Santini          | Rhône                           |
| 14e     | 2006  | Argenton-sur-Creuse (Indre)              | Séverine Roche et Philippe Suchaud           | Alpes-Maritimes                 | Florence Schopp et Pascal Milei            | Puy-de-Dôme                     |
| 15e     | 2007  | Niort (Deux-Sèvres)                      | Séverine Roche et Philippe Suchaud           | Alpes-Maritimes                 | Marie-Christine Virebayre et Alain Charlet | Puy-de-Dôme                     |
| 16e     | 2008  | Laon (Aisne)                             | Anne-Marie Della-Pietra et Philippe Quintais | Alpes-Maritimes                 | Ranya Kouadri et Philippe Santini          | Provence Alpes Côte d'Azur      |
| 17e     | 2009  | Aurillac (Cantal)                        | Angélique Colombet et Zvonko Radnic          | Puy-de-Dôme                     | Solen Capitaine et Kévin Malbec            | Val d'Oise                      |
| 18e     | 2010  | Flamanville (Manche)                     | Angélique Colombet et Maison Durk            | Auvergne                        | Nancy Barzin et Charles Weibel             | Moselle                         |
| 19e     | 2011  | Strasbourg (Bas-Rhin)                    | Fabienne Stocker et Kévin Lellouche          | Midi-Pyrénées                   | Leïla Bekrar et Aziz Farouk                | Yvelines                        |
| 20e     | 2012  | Espalion (Aveyron)                       | Christine Saunier et Dylan Rocher            | Alpes-Maritimes                 | Béatrice Coupaye et Ludovic Labrue         | Aquitaine                       |
| 21e     | 2013  | Trignac (Loire-Atlantique)               | Angélique Colombet et Nicolas Rayne          | Auvergne                        | Isabelle Calchera et William Dauphant      | Auvergne                        |
| 22e     | 2014  | Colomiers (Haute-Garonne)                | Johanna Gomes et Alban Gambert               | Eure                            | Christine Saunier et Dylan Rocher          | Var                             |
| 23e     | 2015  | Rennes (Ille-et-Vilaine)                 | Vanessa Denaud et Michel Loy                 | Rhône                           | Christine Saunier et Dylan Rocher          | Var                             |
| 24e     | 2016  | Rumilly (Haute-Savoie)                   | Charlotte Darodes et Richard Feltain         | Charente-Maritime               | Adeline Bedziechowski et Cyrille Laurent   | Île-de-France                   |
| 25e     | 2017  | Pontarlier (Doubs)                       | Christine Saunier et Dylan Rocher            | Var                             | Paule Simon et Mickael Hollard             | Haute-Marne                     |
| 26e     | 2018  | Saint-Pierre-lès-Elbeuf (Seine-Maritime) | Marie-Angèle Germain et Stéphane Dath        | Corse                           | Mouna Beji et Joseph Molinas               | Rhône                           |
| 27e     | 2019  | Limoges (Haute-Vienne)                   | Emilie Dubouchaud et Christophe Trembleau    | Loiret                          | Audrey Bandiera et Rocky Ratqueber         | Haute-Garonne                   |
|         | 2020  | Non joué pour cause de Covid-19          | Non joué pour cause de Covid-19              | Non joué pour cause de Covid-19 | Non joué pour cause de Covid-19            | Non joué pour cause de Covid-19 |
| 28e     | 2021  | Montauban (Tarn-et-Garonne)              | Christine Saunier et Dylan Rocher            | Var                             | Alexia Larroque et Maison Durk             | Tarn-et-Garonne                 |
| 29e     | 2022  | Brive-la-Gaillarde (Corrèze)             | Marine Tur et Mickaël Bonetto                | Alpes-Maritimes                 | Ludivine Murcia et Kévin Philipson         | Corse-du-Sud                    |
| 30e     | 2023  | Soustons (Landes)                        | Marine Tur et Mickaël Bonetto                | Alpes-Maritimes                 | Alexandra Bornes et Sébastien Da Cunha     | Lot                             |
| 31e     | 2024  | Saint-Flour (Cantal)                     | Camille Max et Frédéric Machnik              | Moselle                         | Fabienne Chapus et Dylan Carteyrade        | Lozère                          |
| 32e     | 2025, | Chalon-sur-Saône (Saône-et-Loire)        | Valérie Labrousse et Richard Feltain         | Nouvelle Aquitaine              | Angélique Colombet et William Dauphant     | Puy-de-Dôme                     |

### Palmarès jeunes

#### Triplette

##### Juniors[48]
| Édition | Année | Lieu                              | Vainqueur                                                     | Comité ou Ligue                 | Finaliste                                                       | Comité ou Ligue                 |
| 1er     | 1957  | Toulouse (Haute-Garonne)          | Robert Férullo, Henri Torres et Henri Torres                  | Bouches-du-Rhône                | Serge Jauffret, René Eyraud et Claude Tammi                     | Bouches-du-Rhône                |
| 2e      | 1958  | Valence (Drôme)                   | Gérard Sidney, Pierre Carbonnier et Bernard Garcia            | Puy-de-Dôme                     | Michel Calais, Serge Bernes et Claude Pouydesseau               | Lot-et-Garonne                  |
| 3e      | 1959  | Tarbes (Hautes-Pyrénées)          | Jacky Dotta, Jacky Cocquenet et Séraphin Doni                 | Aube                            | Claude Gallinari, Gilbert Bertini et Jean-Claude Péretti        | Bouches-du-Rhône                |
| 4e      | 1960  | Clermont-Ferrand (Puy-de-Dôme)    | Antoine Artillan, Jean Artillan et Fernand Flouret            | Bouches-du-Rhône                | Gilbert Starck, Jacques Mascaro et Joseph Timoner               | Algérie (Alger)                 |
| 5e      | 1961  | Béziers (Hérault)                 | Marc Lapeyre, Robert Richard et Michel Perez                  | Aude                            | Antoine Artillan, Jean Artillan et Fernand Flouret              | Bouches-du-Rhône                |
| 6e      | 1962  | Bordeaux (Gironde)                | Marc Lapeyre, Robert Richard et Michel Perez                  | Aude                            | Jean-Louis Romero, Henri Capsié et Bernard Guiard               | Pyrénées-Orientales             |
| 7e      | 1963  | Toulouse (Haute-Garonne)          | Serge Chausy, Jacques Fernandez et Bernard Lasalle            | Gironde                         | Jean-Colet, Christian Rabacedes et Bernard Lacaille             | Pyrénées-Orientales             |
| 8e      | 1964  | Carcassonne (Aude)                | Antoine Cerli, André Médiani et Michel Deyrmenidjian          | Var                             | Claude Bosch, Alain Borreil et Christian Rabacedes              | Pyrénées-Orientales             |
| 9e      | 1965  | Verneuil-sur-Avre (Eure)          | Claude Causse, Jean-Claude Gibergues et Jean-Bernard Perilhou | Aveyron                         | Toussaint Piani, Jean Esteban et Francis Sauve                  | Var                             |
| 10e     | 1966  | Vichy (Allier)                    | Alain Dumas, Serge Rouvière et Patrice Delguilhem             | Bouches-du-Rhône                | Roger Cayron, Michel André et Jean-François Coste               | Ardèche                         |
| 11e     | 1967  | Chalon-sur-Saône (Saône-et-Loire) | Michel Lopez, Jean-Pierre Chagneau et Philippe Chagneau       | Gironde                         | Edouard Borrallo, Jean-Jacques Aldebert et Jean-Louis Allegre   | Lot                             |
| 12e     | 1968  | Royan (Charente-Maritime)         | Marceau Marcy, Joël Zmuda et Michel Kupiak                    | Paris                           | Patrick Delgoulet, Jean-Pierre Faillon et Jacques Margui        | Corrèze                         |
| 13e     | 1969  | Vals-les-Bains (Ardèche)          | Jean-Pierre Fredon, Claude Deyts et Henri Pouyanne            | Gironde                         | Louis Jaffre, Christian Bernard et Jean-Pierre Massuco          | Var                             |
| 14e     | 1970  | Limoges (Haute-Vienne)            | Georges Estrade, Hubert Gimenez et Philippe Lesgourgues       | Haute-Garonne                   | Étienne Vetter, Charles Mellina et René Darmand                 | Drôme                           |
| 15e     | 1971  | Thiers (Puy-de-Dôme)              | Étienne Vetter, Charles Mellina et René Darmand               | Drôme                           | Gilles Noyer, Jean-Pierre Thévenet et Gilles Giraud             | Allier                          |
| 16e     | 1972  | Béziers (Hérault)                 | Raymond Doménech, René Gaillard et François Pierucci          | Hérault                         | Jean-Marc Cazaly, Pierre-Jean Muller et Jean-Marc Clément       | Val-d'Oise                      |
| 17e     | 1973  | Lourdes (Hautes-Pyrénées)         | Alain Boch, Didier Rabier et Thierry Ballester                | Hérault                         | Thierry Battini, Jean Battini et Didier Montier                 | Seine-Saint-Denis               |
| 18e     | 1974  | Toulouse (Haute-Garonne)          | André Gally, Patrick Barataud et Serge Autebon                | Haute-Garonne                   | Régis Rêve, Luc Hocquet et Dominique Valissant                  | Aisne                           |
| 19e     | 1975  | Montélimar (Drôme)                | Alain Le Gall, Bernard Truilhe et Patrick Rayssac             | Tarn-et-Garonne                 | Pascal Fruit, Dominique Caron et Rémy Dupuy                     | Yvelines                        |
| 20e     | 1976  | Cahors (Lot)                      | Jean-Luc Senjean, Eric Senjean et François Garcia             | Landes                          | Michel Carvin, Jean Santiago et François Santiago               | Bouches-du-Rhône                |
| 21e     | 1977  | Saint-Quentin (Aisne)             | Maurice Bauer, Florian Bauer et Joseph Zigler                 | Aveyron                         | Jacques Rivet, Jean-Claude Jouffre et Gérard Machabert          | Haute-Loire                     |
| 22e     | 1978  | Chambéry (Savoie)                 | Didier Laveau, Philippe Boubin et Didier Hiolet               | Yonne                           | Aldo Césaro, Raynald Césaro et Bruno Billard                    | Loiret                          |
| 23e     | 1979  | Montluçon (Allier)                | Bernard Maris, Thierry Lacroux et Eric Domec                  | Haute-Garonne                   | Philippe Plaud, Christian Cognec et Laurent Ribardière          | Vienne                          |
| 24e     | 1980  | Tours (Indre-et-Loire)            | Pascal Thorel, Gwenaël Thorel et Bruno Thorel                 | Loire-Atlantique                | Bruno Génot, Richard Genieux et Eric Humbert                    | Saône-et-Loire                  |
| 25e     | 1981  | La Courneuve (Seine-Saint-Denis)  | Jean-Claude Bigoin, Philippe Lambert et Laurent Zemmour       | Val-de-Marne                    | Franck Alonso, Gouttierez et Firmin Vicente                     | Rhône                           |
| 26e     | 1982  | Saint-Nazaire (Loire-Atlantique)  | Patrick Dulong, Yannick Dulong et Philippe Hamoir             | Pyrénées-Atlantiques            | Hamed Homm, Michel Ruz et Fabrice Vaquero                       | Seine & Marne                   |
| 27e     | 1983  | Lunéville (Meurthe-et-Moselle)    | Patrick Abad, Franck Pedurand et Alain Solignon               | Tarn-et-Garonne                 | Ramon Doblas, Christophe Pochini et Philippe Seurat             | Aube                            |
| 28e     | 1984  | Tours (Indre-et-Loire)            | Dilaver Asir, Pascal Bardot et Manuel Peifer                  | Moselle                         | Jean Barthelemy, Stéphane Delobel et Eric Gauthier              | Loiret                          |
| 29e     | 1985  | Saint-Étienne (Loire)             | Eric Germain, Franck Lureau et Bruno Rocher                   | Sarthe                          | William Aubert, Patrick Merlin et Freddy Neau                   | Vendée                          |
| 30e     | 1986  | Toulouse (Haute-Garonne)          | Eric Pontinha, Dominique Remiatte et Laurent Remiatte         | Moselle                         | Thierry Coulon, Christophe Morandet et Michaël Tarin            | Saône-et-Loire                  |
| 31e     | 1987  | Chalon-sur-Saône (Saône-et-Loire) | Thierry Guillo, Stéphane Guyonnet et David Robin              | Loire                           | Cédric Fauconnier, Adrien Mariotti et Tony Tremel               | Seine-et-Marne                  |
| 32e     | 1988  | Brétigny-sur-Orge (Essonne)       | Maryan Barthelemy, Franck Ferrazzola et Pierre Santiago       | Bouches-du-Rhône                | Sébastien De Souza, Dominique Roig-Pons et Yann Savry           | Côte-d'Or                       |
| 33e     | 1989  | Gaillard (Haute-Savoie)           | Abdelaziz Belhadj, Julio Lopez et Fabrice Roger               | Essonne                         | Florent Dillenschneider, Frédéric Testud et Jérôme Viala        | Gard                            |
| 34e     | 1990  | Vesoul (Haute-Saône)              | Franck Moldt, Laurent Ribeiro et Denis Scarzella              | Bouches-du-Rhône                | Christophe Ducos, Jérôme Pizolatto et Christophe Tartaroli      | Tarn-et-Garonne                 |
| 35e     | 1991  | Soustons (Landes)                 | Laurent Buret, Jérôme Pizolatto et Christophe Tartaroli       | Tarn-et-Garonne                 | David Paolini, Patrice Pastor et Franck Viala                   | Hérault                         |
| 36e     | 1992  | Nancy (Meurthe-et-Moselle)        | Jérôme Guidone, Denis Scarzella et Marc Suppa                 | Bouches-du-Rhône                | David Paolini, Patrice Pastor et Gaël Robert                    | Hérault                         |
| 37e     | 1993  | Vichy (Allier)                    | Rudy Puaud, Freddy Russon et Lilian Tromeur                   | Loire-Atlantique                | Emmanuel Broza, Damien Debie et Eric Leblond                    | Orne                            |
| 38e     | 1994  | Béziers (Hérault)                 | Antoine Cano, Nicolas Rivière et Daniel Rizo                  | Alpes-Maritimes                 | Jérôme Bizel-Guillaz, Philippe Jankowski et Bruno Le Boursicaud | Loire-Atlantique                |
| 39e     | 1995  | Amnéville (Moselle)               | Arnaud Finelle, Freddy Guet et Maxime Richard                 | Sarthe                          | David Dore, Grégory Martin et Damine Polet                      | Ardennes                        |
| 40e     | 1996  | Nevers (Nièvre)                   | Claude Bouttet, Romain Leplanche et Adrien Tondu              | Loiret                          | Julien Delpont, Damien Maurras et Fabien Vincent                | Hérault                         |
| 41e     | 1997  | Le Mans (Sarthe)                  | Grégory Innocenti, Hamed Riffi et Alban Soto                  | Bouches-de-Rhône                | Jean Claude André, Fabrice Borghino et Richard Steverlinck      | Bouches-de-Rhône                |
| 42e     | 1998  | Vichy (Allier)                    | Sébastien Alembert, Grégory Guido et Thierry Kubler           | Hauts-de-Seine                  | Jérôme De Souza, Nicolas Tavian et Maxime Vivier                | Isère                           |
| 43e     | 1999  | Perpignan (Pyrénées-Orientales)   | Stéphane Capella, Franck Coupe et Julien Lamour               | Ille-et-Vilaine                 | Sébastien Boissel, Ludovic Labrue et Fabien Sauvage             | Gironde                         |
| 44e     | 2000  | Nîmes (Gard)                      | Benjamin Barber, Laurent Camin et David Thibout               | Aude                            | Cyril Assaoui, Sébastien Boissfi et Damien Gentini              | Gironde                         |
| 45e     | 2001  | Bordeaux (Gironde)                | Laurent Bardy, Mickaël Bourdin et Fabien Regnault             | Loiret                          | Anderson Cauret, Yohan Cauret et Jonathan Doya                  | Hérault                         |
| 46e     | 2002  | Bellerive-sur-Allier (Allier)     | Frédéric Hartung, Grégory Steib et Adrien Thiebault           | Meurthe-et-Moselle              | Gaëtan Bosom, Nicolas Grande et Alexandre Gerbe                 | Pyrénées-Orientales             |
| 47e     | 2003  | Illzach (Haut-Rhin)               | Christopher Gaspard, Jimmy Monin et Anthony Prieur            | Champagne Ardennes              | Antony Benacquista, Loic Benacquista et Mickaël Kasper          | Moselle                         |
| 48e     | 2004  | Valence (Drôme)                   | David Aujouvat, Joyce Kore et Lony Teissier                   | Gard                            | Jimmy Fouassier, Johan Harrouard et Fabien Mercier              | Mayenne                         |
| 49e     | 2005  | Nevers (Nièvre)                   | Tony Perret, Angy Savin et Maxime Vanel                       | Vaucluse                        | Ralid Jalal, Jérémy Lemoing et Mario Ortica                     | Nièvre                          |
| 50e     | 2006  | Nantes (Loire-Atlantique)         | Christophe Mayer, Patxi Michel et Romain Thierry              | Pyrénées-Atlantiques            | Tony Perret, Angy Savin et Maxime Vanel                         | Vaucluse                        |
| 51e     | 2007  | Montluçon (Allier)                | Logan Clere, Kévin Marion et Geoffrey Roger                   | Hauts-de-France                 | Angelo Beau, David Feltain et Jean-Willy Feltain                | Gironde                         |
| 52e     | 2008  | Romans-sur-Isère (Drôme)          | Florent Coutanson, Dylan Rocher et Gueven Rocher              | Sarthe                          | Logan Clere, Geoffroy Kinnoo et Kévin Marion                    | Nord                            |
| 53e     | 2009  | Nevers (Nièvre)                   | Vianney Moureaux Fontant, Gueven Rocher et Mathieu Roger      | Pyrénées-Atlantiques            | Doryan Alran, Yann Calmettes et Florent Joda                    | Hérault                         |
| 54e     | 2010  | Beaucaire (Gard)                  | Kévin Cassagnaud, Kenny Champigneul et Kévin Ghrifa           | Tarn                            | Sébastien Ciavatta, Gueven Rocher et Mathieu Roger              | Pyrénées-Atlantiques            |
| 55e     | 2011  | Beaucaire (Gard)                  | Mendy Rocher, Baptiste Rousseau et Alexandre Vielle           | Sarthe                          | Thomas Le Pavoux, Raphaël Miranda et Peter Ribet                | Cher                            |
| 56e     | 2012  | Nevers (Nièvre)                   | Benoit Pommier, Benjamin Rameau et Médéric Verzeaux           | Bourgogne                       | Curtis Boyer, Guillaume Feres et Jérémy Peyrot                  | Midi-Pyrénées                   |
| 57e     | 2013  | Nevers (Nièvre)                   | Romain Chalot, Thibaud Vaillant et Alexandre Vielle           | Pays de la Loire                | Maxime Drouillet, Boris Watrin et Justine Watrin                | Picardie                        |
| 58e     | 2014  | Soustons (Landes)                 | Antoine de Macedo, Enzo Pinto et Valentin Beulama             | Auvergne                        | Jonathan Ouerney Casanova, Marius Toupain et Wesley Molinas     | Provence Alpes Côte d'Azur      |
| 59e     | 2015  | Nevers (Nièvre)                   | Thibaud Godard, Fabio Zeni et Incliff Germain                 | Sarthe                          | Delson Boulanger, Ephraim Durk et Thibault Escolano             | Midi-Pyrénées                   |
| 60e     | 2016  | Varennes-sur-Allier (Allier)      | Thomas Godard, Thibault Escolano et Delson Boulanger          | Midi-Pyrénées                   | Dylan Nicol, Jacky Demestre et Maxime Richard                   | Finistère                       |
| 61e     | 2017  | Soustons (Landes)                 | Enzo Metais, Marius Baloge et Benoit Turpault                 | Poitou Charente                 | Lucien Grard, Samuel Lamare et Théo Balliere                    | Calvados                        |
| 62e     | 2018  | Caen (Calvados)                   | Ludovic Santiago, Mayron Baudino et Jacques Dubois            | Bouches-du-Rhône                | Dylan Jandras, Loic Maresse et Lucas Perez                      | Haute-Pyrénées                  |
| 63e     | 2019  | Nevers (Nièvre)                   | Enzo Danis, Ismael Seine et Isaïs Seine                       | Hérault                         | Enzo Reyne, Théo Rey et Joris Guessas                           | Provence Alpes Côte d'Azur      |
|         | 2020  | Non joué pour cause de Covid-19   | Non joué pour cause de Covid-19                               | Non joué pour cause de Covid-19 | Non joué pour cause de Covid-19                                 | Non joué pour cause de Covid-19 |
| 64e     | 2021, | Nevers (Nièvre)                   | Téo Delanzy, Bastien Souret et Nolan Barnouin                 | Vaucluse                        | Gabriel Berland, Enzo Tucconi et Alexis Rondeau                 | Vendée                          |
| 65e     | 2022  | Bourg-Saint-Andéol (Ardèche)      | Lucas Roman, José Ribas et Miguel Lerebours                   | Provence Alpes Côte d'Azur      | Mathieu Boulenger, Ilan Bauche et Tom Omont                     | Normandie                       |
| 66e     | 2023  | Nevers (Nièvre)                   | Dawson Herleman, Jason Giraud et Dylan Dubois                 | Auvergne Rhône Alpes            | Andssy Hut, Dosty Hut et Baptiste Renaud                        | Île de France                   |
| 67e     | 2024  | Pontarlier (Doubs)                | Sevan Renard, Soizic Fajardo et David Charpentier             | Occitanie                       | Noah Vallée, Guewen Chantreux et Kylian Lamard                  | Normandie                       |

En Italique : Féminine

##### Cadets[54]
| Édition | Année | Lieu                            | Vainqueur                                                       | Comité ou Ligue                 | Finaliste                                                  | Comité ou Ligue                 |
| 1er     | 1962  | Bordeaux (Gironde)              | Christian Araud, Jean-Pierre Bourrel et Hervé Le Her            | Haute-Garonne                   | Jean-Pierre Roux, Daniel Paoli et Jean-Pierre Barraquier   | Vaucluse                        |
| 2e      | 1963  | Toulouse (Haute-Garonne)        | Serge Rouvière, Patrice Delguilhem et Henri Pierre              | Bouches-du-Rhône                | Fernand Sauvaire, Serge Conte et Jacques Ferrères          | Hérault                         |
| 3e      | 1964  | Carcassonne (Aude)              | Guy Coustet, Claude Malbosc et Guy Causse                       | Aveyron                         | Bernard Estornel, Xavier Vasseur et Pierre Bernard         | Hautes-Alpes                    |
| 4e      | 1965  | Verneuil-sur-Avre (Eure)        | Bernard Gardères, Pierre Gardères et Roger Tisné                | Gironde                         | Hervé Polli, Bernard Gramczenski et Alain Benetazzo        | Meurthe-et-Moselle              |
| 5e      | 1973  | Lourdes (Hautes-Pyrénées)       | Jean-Claude Troboul, William Jameau et Gilles Eveilleau         | Sarthe                          | René Pujol, Jean-Pierre Vassou et Frat                     | Essonne                         |
| 6e      | 1974  | Toulouse (Haute-Garonne)        | Jean-Charles Dugény, Daniel Castaing et Jean-Denis Brunet       | Gironde                         | Jean-Philippe Malin, Yves Lambert et Patrick Tournier      | Ain                             |
| 7e      | 1975  | Montélimar (Drôme)              | Jean-Claude Mayeur, Patrick Planquais et Lionel Anselmo         | Seine-Maritime                  | Jean-Claude Betes, Didier Estève et Jean-Louis Étienne     | Aude                            |
| 8e      | 1976  | Cahors (Lot)                    | Bruno Génot, Richard Genieux et Eric Humbert                    | Saône-et-Loire                  | Dominique Peis, Claude Martin et Daniel Zanotti            | Ardèche                         |
| 9e      | 1977  | Saint-Quentin (Aisne)           | Gwenaël Thorel, Bruno Thorel et Pascal Thorel                   | Loire-Atlantique                | Didier Hommeau, Christophe Dupont et Didier Bernacki       | Vienne                          |
| 10e     | 1978  | Chambéry (Savoie)               | Jean-Claude Jacquet, Norbert Riportella et Richard Guillerminet | Isère                           | Pascal Thorel, Bruno Thorel et Bernard Chalvet             | Loire-Atlantique                |
| 11e     | 1979  | Montluçon (Allier)              | Nicolas Martin, Laurent Delavault et Denis Chaigneau            | Vienne                          | Jean-Pierre Fagot, Thierry Fouillard et Pascal Laurent     | Finistère                       |
| 12e     | 1980  | Tours (Indre-et-Loire)          | Bruno Crovi, Blaise Munoz et Patrick Rabet                      | Var                             | Christian Toro, Alfred Da Silva et Laurent Cabar           | Lot-et-Garonne                  |
| 13e     | 1981  | Lamoura (Jura)                  | Stéphane Alba, Serge Villielm et Kamel Kourane                  | Bouches-du-Rhône                | Christian Pucheu, Yannick Buzzança et Farid Ronchi         | Pyrénées-Atlantiques            |
| 14e     | 1982  | Lunéville (Meurthe-et-Moselle)  | Michaël Tarin, Christophe Morandet et Yves Depoil               | Saône-et-Loire                  | Christophe Barlet, Didier Blanc et Fabrice Bruno           | Var                             |
| 15e     | 1983  | Lunéville (Meurthe-et-Moselle)  | Michel Brindari, Bruno Marco et Vincent Perez                   | Hérault                         | Patrice Planche, Christophe Doutres et Jean-Luc Focone     | Drôme                           |
| 16e     | 1984  | Tours (Indre-et-Loire)          | Steve Bacon, José Barcelona et Laurent Treglia                  | Bouches-du-Rhône                | Stéphane Hyenne, Massane Kiba et Eric Taylor               | Côte-d'Or                       |
| 17e     | 1985  | Saint-Étienne (Loire)           | François Doisel, Samuel Norgate et Mariano Payet                | La Réunion                      | Jérôme Exbourse, David Le Dantec et Gildas Perigaud        | Côte-du-Nord                    |
| 18e     | 1986  | Toulouse (Haute-Garonne)        | Sébastien Delenclos, Franck Dosne et Fernando Ramos             | Haute-Saône                     | Cédric Blanchard, Ludovic Blanchard et David Seillier      | Seine-Maritime                  |
| 19e     | 1987  | Armentières (Nord)              | Sébastien Deschatrettes, Karim Ramach et Eric Vaillant          | Indre                           | David Bigay, Florian Evandiloff et Jean-Philippe Hernandez | Allier                          |
| 20e     | 1988  | Lamoura (Jura)                  | Michaël Compagne, Christophe Gancel et Michaël Lesueur          | Calvados                        | Laurent Faudon, Régis Pecot et Sébastien Terrier           | Var                             |
| 21e     | 1989  | Saint-Lô (Manche)               | Hervé Agarrat, Henri Lacroix et Yves Palmieri                   | Var                             | Emmanuel Lucidi, Jérôme Remiatte et Hakan Vilmaz           | Moselle                         |
| 22e     | 1990  | Tours (Indre-et-Loire)          | Patrick Barraud, Sébastien Gasc et Yoann Passian                | Hérault                         | Christophe Biot, Régis Mazières et Florent Simonot         | Haute-Saône                     |
| 23e     | 1991  | Bourg-en-Bresse (Ain)           | Lionel Cortes, Michel Lefler et Frédéric Ranquine               | Pyrénées-Atlantiques            | Tony Patrack, David Quentin et Gaël Robert                 | Hérault                         |
| 24e     | 1992  | Angers (Maine-et-Loire)         | Cyril Arnandeau, Vincent Brossard et Cédric Séguin              | Charente-Maritime               | Hervé Bouvet, Damien Hureau et Johnny Vitour               | Maine-et-Loire                  |
| 25e     | 1993  | Vichy (Allier)                  | Robin Delauge, Emmanuel Planchenault et Christophe Trembleau    | Loiret                          | Frédéric Da Rocha, Philippe Ferreira et Frédéric Passos    | Seine-Saint-Denis               |
| 26e     | 1994  | Béziers (Hérault)               | Sébastien Blanc, Stéphan Egea et Romain Journel                 | Gard                            | Mickaël Lefebvre, Julien Poulain et Yannick Rousseau       | Aisne                           |
| 27e     | 1995  | Amnéville (Moselle)             | Tony Busnel, Jérôme Lebouteiller et Gaylord Thurmel             | Calvados                        | Maxime Champelet, Jérôme De Souza et Nicolas Taviaud       | Isère                           |
| 28e     | 1996  | Nevers (Nièvre)                 | Mickaël Belhache, Cédric Le Foll et Cynthia Quennehen           | Seine-Maritime                  | Maxime Champelet, Jérôme De Souza et Nicolas Taviaud       | Isère                           |
| 29e     | 1997  | Le Mans (Sarthe)                | Rémy Grevillet, Samuel Quintaneiro et Adrien Seba               | Seine-et-Marne                  | Julien Dumas, David Petit et Franck Wagenfuhr              | Meurthe-et-Moselle              |
| 30e     | 1998  | Vichy (Allier)                  | Thierry Chanwaiky, Floian Dugal et Thomas Parain                | Essonne                         | Yvan Renaud, Anthony Testud et Pascal Viallatte            | Ardèche                         |
| 31e     | 1999  | Perpignan (Pyrénées-Orientales) | Mickaël Boyer, Thomas Parain et David Pina                      | Essonne                         | Michel Ensico, Bérangère Imbert et Florian Sarnelli        | Alpes-de-Haute-Provence         |
| 32e     | 2000  | Nîmes (Gard)                    | Sébastien Cano, Philippe Guistiniani et Christophe Query        | Bouches-du-Rhône                | Jérôme Blanc, Kévin Cornaille et Logann Temauri            | Nouvelle-Calédonie              |
| 33e     | 2001  | Bordeaux (Gironde)              | Julien Bailleul, Kévin Carlier et Rémy Lemaire                  | Pas-de-Calais                   | Gary Epis, Jimmy Monin et Anthony Prieur                   | Marne                           |
| 34e     | 2002  | Bellerive-sur-Allier (Allier)   | Jérémy Gomis, Tony Perret et Angy Savin                         | Vaucluse                        | Christopher Alibert, Dorian Rizzo, David Suarez            | Drôme                           |
| 35e     | 2003  | Lamoura (Jura)                  | Tony Perret, Angy Savin et Mathieu Richard                      | Vaucluse                        | Dylan Rocher, Tony Lebris et Jonathan Colin                | Sarthe                          |
| 36e     | 2004  | Valence (Drôme)                 | Charles Duthoit, Kévin Marion et Hilary Van De Resieren         | Nord                            | Alexandre Peigne, Manuel Personnetaz et Thomas Quilibrano  | Provence Alpes Côte d'Azur      |
| 37e     | 2005  | Nevers (Nièvre)                 | Dylan Rocher, Gueven Rocher et Kévin Ribemont                   | Pays de la Loire                | Franck Reeb, Mathieu Sang et Alexis Troisgros              | Côte-d'Or                       |
| 38e     | 2006  | Nantes (Loire-Atlantique)       | Anne-Emilie Armando, Maxime Detry et Julien Durando             | Provence Alpes Côte d'Azur      | Arnaud Foucher, Raphaël Miranda et Kévin Ribet             | Cher                            |
| 39e     | 2007  | Montluçon (Allier)              | Alexandre Dardet, Jordy Debard et Edgard Roche                  | Rhône Alpes                     | Kévin Cassagnaud, Kenny Champigneul et Kévin Ghrifa        | Tarn                            |
| 40e     | 2008  | Romans-sur-Isère (Drôme)        | Thomas Luchetta, Jérémy Sans et Kévin Vaz                       | Midi-Pyrénées                   | Logan Amourette, Sullivan Dubuisson et Thomas Leprevost    | Seine-Maritime                  |
| 41e     | 2009  | Nevers (Nièvre)                 | Mendy Rocher, Baptiste Rousseau et Alexandre Vielle             | Sarthe                          | Bradley Carre, Maxime Drouillet et Cyril Pinto             | Aisne                           |
| 42e     | 2010  | Beaucaire (Gard)                | Kévin Ellwanger, Rémi Lambert et Jérémy Sturni                  | Cote d'Azure                    | Baptiste Leprivey, Julien Renault et Paul Villette         | Manche                          |
| 43e     | 2011  | Beaucaire (Gard)                | Maxime Drouillet, Boris Watrin et Justine Watrin                | Aisne                           | Adrien Puchades, Antoine Rival et Loic Rivollier           | Loire                           |
| 44e     | 2012  | Nevers (Nièvre)                 | Corentin Cholewa, Florian Marion et Corentin Minodier           | Rhône Alpes                     | Aurélien Auvray, Freddy Guerin et Clément Vivier           | Basse-Normandie                 |
| 45e     | 2013  | Nevers (Nièvre)                 | Jason Delassus, Luc Gravel et Mathieu Ponthou                   | Hauts de France                 | Denovane Carre, Théo Degrémont et Benjamin Guerin          | Picardie                        |
| 46e     | 2014  | Soustons (Landes)               | Guillaume Bugnet, Thomas Hubatz et Lucas Desport                | Aquitaine                       | Lucas Guinouard, Djamel Michelet et Dylan Wenterstein      | Poitou Charentes                |
| 47e     | 2015  | Nevers (Nièvre)                 | Thomas Bernal, Grégory Tasserit et Alexis Fontaine              | Aquitaine                       | Enzo Ruscelli, Thomas Aubery et Nelson Vigne               | Vaucluse                        |
| 48e     | 2016  | Varennes-sur-Allier (Allier)    | Axel Belloy, Yanice Hrou et Enzo Laville                        | Picardie                        | Romain Guerbert, Nicolas Vacca et Mathéo Fernandez         | Alpes-Maritimes                 |
| 49e     | 2017  | Soustons (Landes)               | Florian Azéma, Guerlain Cartagne et Adrien Delahaye             | Midi-Pyrénées                   | Michel Philipot, Hugo Gross et Cyril Cadihac               | Midi-Pyrénées                   |
| 50e     | 2018  | Caen (Calvados)                 | Kilian Landreau, Bastien Hyvon et Kilian Jeangeorges            | Bretagne                        | Maxime Bonnin, Noé Surgere et Lucas Petit                  | Auvergne Rhône Alpes            |
| 51e     | 2019  | Nevers (Nièvre)                 | Gabriel Lasserre, Corentin Desclaux-Biz et Théo Lehmann         | Nouvelle Aquitaine              | Enzo Forey, Maxime Bonnin et Julien Lacroix                | Ain                             |
|         | 2020  | Non joué pour cause de Covid-19 | Non joué pour cause de Covid-19                                 | Non joué pour cause de Covid-19 | Non joué pour cause de Covid-19                            | Non joué pour cause de Covid-19 |
| 52e     | 2021, | Nevers (Nièvre)                 | Naydjel Renard, Sevan Renard et Soizic Fajardo                  | Gers                            | Giovanni Riviera, Juan Santiago et Dylan Dubois            | Alpes-Maritimes                 |
| 53e     | 2022  | Bourg-Saint-Andéol (Ardèche)    | Dylan Dubois, Giovanni Riviera et Mason Buche                   | Alpes Maritimes                 | Roman Gally, Kelson Lafleur et Daymon Reinhart             | Lot-et-Garonne                  |
| 54e     | 2023  | Nevers (Nièvre)                 | Dylan Santiago, Mayron Quinne et Lohan Fourmann                 | Provence Alpes Côte d'Azur      | Bastien Panisi, Ilyes Rouch et Jordan Mathieu              | Occitanie                       |
| 55e     | 2024  | Pontarlier (Doubs)              | Lorenzo Gereaud, Gianni Seignouret et Enzo Alazay               | Provence Alpes Côte d'Azur      | Kesley Potier, Mayron Sott et Thyson Arridi                | Bourgogne Franche Comté         |

En Italique : Féminine

##### Minimes[59]
| Édition | Année | Lieu                                   | Vainqueur                                                | Comité ou Ligue                 | Finaliste                                               | Comité ou Ligue                 |
| 1er     | 1984  | Tours (Indre-et-Loire)                 | Olivier Ausset, Patrick Gomez et Philippe Vigne          | Pyrénées-Orientales             | David Prevost, Romuald Temperault et Claude Wenterstein | Charente                        |
| 2e      | 1985  | Saint-Étienne (Loire)                  | Jean-Pierre Cherkaoui, Lionel Formentini et Régis Pecot  | Var                             | Meys Asir, Mahmut Engin et Hervé Garcia                 | Moselle                         |
| 3e      | 1986  | Toulouse (Haute-Garonne)               | Romain Barre, Benoit Brichet et Eric Lefort              | Ardennes                        | Lionel Buriello, Jérôme Gewe et Emmanuel Lucidi         | Moselle                         |
| 4e      | 1987  | Armentières (Nord)                     | Anthony Cortes, Ludovic Cortes et Didier Enrique         | Pyrénées-Orientales             | Cédrix Napora, Georges Scheid et Franck Succo           | Alpes-Maritimes                 |
| 5e      | 1988  | Lamoura (Jura)                         | Benoit Erroux, Nicolas Romero et Jérôme Salle            | Orne                            | David Blanc, Frantz Pluies et Philippe Stievenart       | Gard                            |
| 6e      | 1989  | Saint-Lô (Manche)                      | Loïc Begier, Johann Bruyere et Eddy Hammon               | Nors                            | Hugo Brossier, Damien Hureau et Johnny Vitour           | Maine-et-Loire                  |
| 7e      | 1990  | Tours (Indre-et-Loire)                 | Cyril Demeillez, Philippe Freitas et Jean Pardal         | Essonne                         | Cédric Delga, Nicolas Ivanes et José Santiago           | Bouches-du-Rhône                |
| 8e      | 1991  | Bourg-en-Bresse (Ain)                  | Sébastien Patrac, Alexandre Quentin et Frédéric Sauvaget | Hérault                         | Frédéric Longet, Sébastien Longet et Jérôme Peyrat      | Dordogne                        |
| 9e      | 1992  | Angers (Maine-et-Loire)                | Christophe Delatte, Michel Levebvre et Julien Poulain    | Aisne                           | Cyril Clisson, Emmanuel Turpeau et Jimmy Ziegler        | Vienne                          |
| 10e     | 1993  | Vichy et Bellerive-sur-Allier (Allier) | Guillaume Coquart, Sandy Danneli et Florian Dugal        | Seine-Saint-Denis               | Jérôme De Souza, Nicolas Taviaud et Maxime Vivier       | Isère                           |
| 11e     | 1994  | Béziers (Hérault)                      | Wildrid Canitrot, Romain Sanchez et Jean-Luc Scala       | Tarn-et-Garonne                 | Ronan Castaing, Damien Centini et Guillaume Noya        | Gironde                         |
| 12e     | 1995  | Amnéville (Moselle)                    | Adrien André, Jordan Sala et Alain Skoracki              | Moselle                         | Rémy Jugal, Ludovic Sandrin et Michel Sepe              | Cher                            |
| 13e     | 1996  | Nevers (Nièvre)                        | Frantz Lafleur, Thédy Lafleur et Kévin Noël              | Haute-Garonne                   | Rémy Bail, Marc Decoonik et Yohan Grisolet              | Nord                            |
| 14e     | 1997  | Le Mans (Sarthe)                       | Lucas Esposito, Frédéric Hartung et Loic Leclerc         | Meurthe-et-Moselle              | Sophiane Bendjenad, Romain Benoist et Wilfried Wojcik   | Seine-Saint-Denis               |
| 15e     | 1998  | Vichy (Allier)                         | Mathias Flamant, Thomas Leveque et Julie Sanchez         | Aisne                           | Romain Boissel, Mathieu Garreau et John Tiffon          | Gironde                         |
| 16e     | 1999  | Perpignan (Pyrénées-Orientales)        | Anthony Azzinary, Tony Perret et Angy Savin              | Vaucluse                        | Jimmy Monin, Anthony Prieur et Romain Thomassier        | Marne                           |
| 17e     | 2000  | Nîmes (Gard)                           | Kévin Mallinger, Jonathan Mathe et Fabien Wagenfuhr      | Meurthe-et-Moselle              | Anthony Azzinary, Tony Perret et Angy Savin             | Vaucluse                        |
| 18e     | 2001  | Bordeaux (Gironde)                     | Vincent Bouscary, Florent Cazaux et Rémy Mendez          | Landes                          | Maxime Lambertin, Kévin Lebru et Dimitri Wotjtaszac     | Esonne                          |
| 19e     | 2002  | Bellerive-sur-Allier (Allier)          | Alexandre Lecerf, Florian Levasseur et Florent Henocque  | Somme                           | Geoffrey Capa, Maxime Taillardat et Simon Zwisler       | Loire                           |
| 20e     | 2003  | Lamoura (Jura)                         | Kévin Ribemont, Gueven Rocher et Baptiste Rousseau       | Sarthe                          | Axel Brisset, Clément Paugam et Kévin Rouxel            | Manche                          |
| 21e     | 2004  | Valence (Drôme)                        | Kévin Bartoli, Karim Kessaci et Pierre Tambon            | Bouches-du-Rhône                | Clément Allard, Jason Bosdedore et Maël Naud            | Pays de la Loire                |
| 22e     | 2005  | Nevers (Nièvre)                        | Romain Barascud, Anthony Carles et Romain Rosich         | Aveyron                         | Elvis Dragne, Kévin Carlier et Jérémy Gachet            | Loire                           |
| 23e     | 2006  | Nantes (Loire-Atlantique)              | Benoit Cabanat, Dylan Garnier et Brandon Maguier         | Charente-Maritime               | Romain Barascud, Guilaume Bergonnier et Anthony Carles  | Aveyron                         |
| 24e     | 2007  | Montluçon (Allier)                     | Aymeric Cascade, Quentin Nassibou et Benjamin Rivière    | La Réunion                      | Nordine Benhamo, Sony Debard et Simon Grigoire          | Deux-Sèvres                     |
| 25e     | 2008  | Romans-sur-Isère (Drôme)               | Florian Balauze, Valentin Demptos et Alexis Sougnoux     | Aquitaine                       | Thomas Evenou, Jordan Gomes et Jordan Havard            | Seine-Maritime                  |
| 26e     | 2009  | Nevers (Nièvre)                        | Alexandre Augier, Vincent Azevedo et François Gomez      | Alpes-Maritimes                 | Maxence Brosseau, Morgan Pajaud et Julien Renolleau     | Vendée                          |
| 27e     | 2010  | Beaucaire (Gard)                       | Fernand Dubois, Jacques Dubois et Joseph Molinas         | Gard                            | Sem Bauer, Bokim Riviera et Raphaël Riviera             | Tarn                            |
| 28e     | 2011  | Beaucaire (Gard)                       | Alexandre Augier, Vincent Azevedo et François Gomez      | Alpes-Martitimes                | Alexis Gabillaut, Jennifer Goffinet et Lucas Gublain    | Yonne                           |
| 29e     | 2012  | Nevers (Nièvre)                        | Julien Amand, Théo Grangirard et Théo Ponsero            | Languedoc Roussillon            | Tony Besombres, Thibault Escolano et Enzo Nougarolis    | Midi-Pyrénées                   |
| 30e     | 2013  | Nevers (Nièvre)                        | Marius Baloge, Maxence Baujault et Maxime Paquet         | Poitou Charentes                | Clément Lacrouts, Baptiste Lart et Guillaume Lart       | Aquitaine                       |
| 31e     | 2014  | Soustons (Landes)                      | Océane Lovatel, Chum Brun et Matt Fayard                 | Midi-Pyrénées                   | Mathys Flaugere, Randy Peyrol et Enzo Bernal            | Vaucluse                        |
| 32e     | 2015  | Nevers (Nièvre)                        | Léo Lastella, Étienne Giovale-Merlo et Thomas Bonner     | Rhône Alpes                     | Julien Cartayrade, Nathan Moulières et Gauthier Lavabre | Midi-Pyrénées                   |
| 33e     | 2016  | Varennes-sur-Allier (Allier)           | Dawson Mencarelli, Diego Ivanovitch et Jessy Belaval     | Midi-Pyrénées                   | Julien Cartayrade, Nathan Moulières et Gauthier Lavabre | Aveyron                         |
| 34e     | 2017  | Soustons (Landes)                      | Samuel Giffard, Kenzo Augez et Anthony Cholloux          | Picardie                        | Noé Rochet-Auvillain, Evan Huclin et Mathéo Chauvain    | Centre                          |
| 35e     | 2018  | Caen (Calvados)                        | Théo Cava, Elyo Triat-Casta et Mathys Barret             | Provence Alpes Côte d'Azur      | David Charpentier, Tom Chagneau et Alexy Prevot         | Nouvelle Aquitaine              |
| 36e     | 2019  | Nevers (Nièvre)                        | Milan Ajello, Hugo Rodriguez et Tylan Kapfer             | Provence Alpes Côte d'Azur      | Juan Santiago, Giovanni Riviera et Dylan Dubois         | Alpes-Maritimes                 |
|         | 2020  | Non joué pour cause de Covid-19        | Non joué pour cause de Covid-19                          | Non joué pour cause de Covid-19 | Non joué pour cause de Covid-19                         | Non joué pour cause de Covid-19 |
| 37e     | 2021, | Nevers (Nièvre)                        | Brandon Barret, Louna Rouvidan et Théo Hilmeyer          | Loire                           | Dawson Herleman, Louis Santiago, Lorenzo Perrachon      | Bouches-du-Rhône                |
| 38e     | 2022  | Bourg-Saint-Andéol (Ardèche)           | Nolan Laguinie-Lehmann, Iban Oguinena et Bryan Cabras    | Landes                          | Jimmy Ortis, Dylan Santiago, Kylian Beau                | Vaucluse                        |
| 39e     | 2023  | Nevers (Nièvre)                        | Lorenzo Broyet, Preston Giraud et Loris Teston           | Auvergne Rhône Alpes            | Ilona Urios, Noah Benazet, Luka Lienard                 | Occitanie                       |
| 40e     | 2024  | Pontarlier (Doubs)                     | Mylan Terryn, Loni Szczotkowski et Léandro d'Amico       | Provence Alpes Côte d'Azur      | Malwen Coutaud, Evan Demestre, Lohan Roisse             | Pays de la Loire                |

En Italique : Féminine

#### Doublette

##### Juniors[64]
| Édition | Année | Lieu                  | Vainqueur                         | Comité ou Ligue  | Finaliste                          | Comité ou Ligue |
| 1er     | 1956  | Montpellier (Hérault) | Claude Hagifotis et Guy Bérenguer | Bouches-du-Rhône | Glbert Chastellière et André Garat | Drôme           |

### Palmarès vétérans

#### Triplette[65]
| Édition | Année | Lieu                               | Vainqueur                                                  | Comité ou Ligue                 | Finaliste                                                  | Comité ou Ligue                 |
| 1er     | 1995  | Vals-les-Bains (Ardèche)           | Jacques Bianciotto, Paul Gortchakoff et Jean Manoukian     | Bouches-du-Rhône                | Francis Boucoiran, André Lagarde et Joseph Scavino         | Tarn-et-Garonne                 |
| 2e      | 1996  | Soustons (Landes)                  | Jean-Pierre Berthet, Antoine Fazzino et Emile Koenig       | Alpes-Maritimes                 | Boularan, André Lagarde et Joseph Scavino                  | Tarn-et-Garonne                 |
| 3e      | 1997  | Armentières (Nord)                 | Jean-Pierre Durand, Jean Mudjeredian et Ermano Tresani     | Paris                           | Jean-Pierre Berthet, Antoine Fazzino et Emile Koenig       | Alpes-Maritimes                 |
| 4e      | 1998  | Voujeaucourt (Doubs)               | Roland Kechteil, Robert Nell et Denis Royuela              | Midi-Pyrénées                   | Paul Gortchakoff, Antoine Ielo et Jean Manoukian           | Bouches-du-Rhône                |
| 5e      | 1999  | Le Pradet (Var)                    | Paul Gortchakoff, Antoine Ielo et Jean Manoukian           | Bouches-du-Rhône                | Octave Ballester, Yves Benoit et Michel Ghelsi             | Indre                           |
| 6e      | 2000  | Soustons (Landes)                  | Raymond Allier, Francis Monnier et René Sabatier           | Gard                            | Roland Kechteil, Robert Nell et Denis Royuela              | Midi-Pyrénées                   |
| 7e      | 2001  | Lure (Haute-Saône)                 | Roland Kechteil, Robert Nell et Denis Royuela              | Haute-Garonne                   | Charles Gribaldi, Mario Pompani et Gérard Pevost           | Lot-et-Garonne                  |
| 8e      | 2002  | Vals-les-Bains (Ardèche)           | Bernard, Ligouzat et Vigneron                              | Vaucluse                        | Bettula, Kristo et Linstruiseur                            | Tarn-et-Garonne                 |
| 9e      | 2003  | Limoges (Haute-Vienne)             | Paul Gortchakoff, Roland Sembolini et Edmond Vestri        | Bouches-du-Rhône                | Maurice Bonnet, Michel Durand et Bernard Plantier          | Drôme                           |
| 10e     | 2004  | Castelnaudary (Aude)               | Gilbert Issert, Edmond Rajcza et Denis Salvador            | Gard                            | André Lesouple, Giuseppe Lorenzi et Joël Morillon          | Essonne                         |
| 11e     | 2005  | Thônes (Haute-Savoie)              | Gilbert Issert, Edmond Rajcza et Denis Salvador            | Gard                            | Daniel Demagalhaes, Roger Joalland et Alain Pipard         | Pays de la Loire                |
| 12e     | 2006  | Aurillac (Cantal)                  | Gilbert Issert, Edmond Rajcza et Denis Salvador            | Gard                            | Luis Mejias, Jean Monnier et Antoine Villagrassa           | Rhône                           |
| 13e     | 2007  | Soustons (Landes)                  | Jacky Dides, Alain Métailler et Claude Pradeilles          | Lozère                          | Robert Marianelli, Michel Minotti et Claude Pistre         | Val-de-Marne                    |
| 14e     | 2008  | Sainte-Livrade-sur-Lot (Lot)       | Jean-Marie Boyer-Joli, Pierre Dubost et Jean-Claude Peyron | Drôme                           | Sylvain Benati, Augustin Piezzoli et Jean-Thomas Raffali   | Haute-Corse                     |
| 15e     | 2009  | Moulins (Allier)                   | Christian Costa, Giorgio Magalini et François Marestin     | Yvelines                        | Daniel Bonnet, Marcel Fargies et Michel Robert             | Ardèche                         |
| 16e     | 2010  | Sedan (Ardennes)                   | Christian Enocq, Gabriel Glorian et Jean-Claude Terrade    | Lot                             | Georges Arnold, Gérard Cecere et Jean-Pierre Jeantet       | Alsace                          |
| 17e     | 2011  | Canéjan (Gironde)                  | Claude Devini, François Garnero et Claude Marin            | Var                             | Alain Chenard, Alain Coiffard et Claude Som                |                                 |
| 18e     | 2012  | Anduze (Gard)                      | Claude Buisson, Yves Costa et Jacques Souche               | Gard                            | Sylvestre Benati, Jean-André Federici et Simon Ferrari     | Corse                           |
| 19e     | 2013  | Castelnaudary (Aude)               | Claude Barraud, Daniel Coltais et Michel Marco             | Bretagne                        | Christian Costa, Dominique Marco et François Marestin      | Yvelines                        |
| 20e     | 2014  | Mende (Lozère)                     | Gérard Labbe, Roger Popineau et Roger Dreure               | Auvergne                        | Michel Munier, Jean Weber et Michel Peiffer                | Champagne Ardennes              |
| 21e     | 2015  | Saint-Cannat (Bouches-du-Rhône)    | Jean Uhlman, Jean-Marc Rebuffat et Gérard Humblot          | Vaucluse                        | Jacques Blois, Jean-Pierre Duruisseau et Patrick Saphore   | Charente                        |
| 22e     | 2016  | Guînes (Pas-de-Calais)             | Daniel Lochu, Bernard Bauchet et Guy Dumay                 | Gironde                         | Dominique Bizi, Fernando Germano et Bernard Fournet-Fayard | Cher                            |
| 23e     | 2017  | Mende (Lozère)                     | Patrick Coll, Patrick Schneiter et Serge Paillares         | Hérault                         | Robert Gomez, Christian Enocq et Antoine Moratala          | Lot                             |
| 24e     | 2018  | Albertville (Savoie)               | Christian Fazzino, Gilbert Issert et Jean-Michel Spinouze  | Allier                          | Jean-Claude Ambert, Bernard Rouby et Serge Pascal          | Ardèche                         |
| 25e     | 2019  | Charnay-lès-Mâcon (Saône-et-Loire) | William Stohr, Christian Eckmann et Alain Farjon           | Seine-et-Marne                  | Norbert Richard, Michel Arnal et Samuel Simon Murcy        | Pays de la Loire                |
|         | 2020  | Non joué pour cause de Covid-19    | Non joué pour cause de Covid-19                            | Non joué pour cause de Covid-19 | Non joué pour cause de Covid-19                            | Non joué pour cause de Covid-19 |
| 26e     | 2021  | Bergerac (Dordogne)                | Jean-Jacques Watron, Denis Sarro et Sylvio Grazioso        | Meuse                           | Christian Lagarde, Antoine Moratalla et Claude Couleau     | Lot                             |
| 27e     | 2022  | Ax-les-Thermes (Ariège)            | Janick Frachebois, Jean-Marie Moraux et Michel Munier      | Doubs                           | Christian Olmos, Jacky Mense et Didier Beuriot             | Charente Maritime               |
| 28e     | 2023  | Flamanville (Manche)               | Guy Vinson, Jean-Louis Cazemajou et Christian Fazzino      | Rhône                           | Jean Boin, Adélino Alexo et Robert Hondelette              | Hautes Alpes                    |
| 29e     | 2024  | Castelnaudary (Aude)               | Gérard Delom, Pierre Benoni et Pierre Aline                | Gers                            | Patrick Mongil, Serge Delpuech et Jacques Isoulet          | Cantal                          |

### Nombres de titres

#### Hommes séniors
| Place | Prénom, Nom       | Vainqueur | Finaliste |
| 1er   | Henri Lacroix     | 16        | 2         |
| 2e    | Christian Fazzino | 14        | 10        |
| 3e    | Dylan Rocher      | 14        | 5         |
| 4e    | Philippe Quintais | 12        | 1         |
| 5e    | Philippe Suchaud  | 11        | 4         |

#### Femmes séniors
| Place | Prénom, Nom               | Vainqueur | Finaliste |
| 1er   | Angélique Colombet        | 17        | 6         |
| 2e    | Florence Schopp           | 10        | 4         |
| 3e    | Marie-Christine Virebayre | 7         | 5         |
| 4e    | Ludivine d'Isidoro        | 7         | 1         |
| 5e    | Ranya Kouadri             | 5         | 3         |